# Literaturjahr 2017
Liste der Literaturjahre

◄◄ | ◄ | 2013 | 2014 | 2015 | 2016 | Literaturjahr 2017 | 2018 | 2019 | 2020 | 2021 | ►

Weitere Ereignisse

## Ereignisse
- Januar: Die ersten Titel des in Mannheim neu gegründeten Dantes Verlags für Comic-Klassiker erscheinen.
- 20. Februar: Im Rahmen der Gesamtausgabe der Werke und Briefe Ingeborg Bachmanns („Salzburger Edition“) erscheint als Band 1 Male oscuro. Aufzeichnungen aus der Zeit der Krankheit. Traumnotate, Briefe, Brief- und Redeentwürfe.
- Februar: Der Münchner A1 Verlag beginnt mit seiner Liquidation.[1]
- 02. März: In München nimmt das Zentraltheater als freies Privattheater den Spielbetrieb auf.
- 07.–18. März: lit.Cologne
- 09. März: Der Adelbert-von-Chamisso-Preis wird letztmals vergeben.
- 21. März: Welttag der Poesie
- 21. März: Mit Mutmassungen über Jakob beginnt die Herausgabe der ersten historisch-kritischen Ausgabe der Werke Uwe Johnsons bei Suhrkamp.[2]
- 23. März: Das letzte verbliebene Zweitausendeins-Ladengeschäft wird geschlossen.
- 23.–26. März: Leipziger Buchmesse (Gastland: Litauen), mit Solidaritätsaktionen für Deniz Yücel[3] und Aslı Erdoğan[4]
- 01. April: Der Herder-Verlag (Freiburg im Breisgau) beteiligt sich an dem Berliner und norddeutschen Hörfunksender Radio Paradiso.[5]
- 01. April: Der in München residierende Europa Verlag übernimmt den Berliner Golkonda-Verlag.[6]
- 02. April: Internationaler Kinderbuchtag
- 05. April: In Österreich wird erstmals ein neu geschaffener Österreichischer Buchhandlungspreis an fünf Buchhandlungen vergeben.
- 23. April: Welttag des Buches – UNESCO-„Welthauptstadt des Buches“ ist 2017 die guineische Hauptstadt Conakry.[7]
- 28. April: Regula Venske wird in der Nachfolge von Josef Haslinger neue Vorsitzende des PEN-Zentrums Deutschland.
- April: Am Rosa-Luxemburg-Platz in Berlin-Mitte beginnt die Errichtung eines neuen Verlagsgebäudes für den Suhrkamp Verlag.[8]
- 07. Mai: Bei einer Razzia werden von der türkischen Polizei im Istanbuler Belge Verlag des Verlegers Ragıp Zarakolu mehr als 2000 Bücher beschlagnahmt.[9]
- 08. Mai: Weiter Schreiben, ein „literarisches Portal für Autoren aus Krisengebieten“, geht online.[10][11]
- 22. und 30. Mai: Der 2017 wiederentdeckte Roman Life and Adventures of Jack Engle von Walt Whitman kommt in den ersten beiden von insgesamt drei deutschsprachigen Ausgaben heraus.[12][13]
- 01. Juni: Die Friedenauer Presse (Berlin) wechselt unter das Dach von Matthes & Seitz.[14]
- 01. Juni: Der Schriftsteller Leander Sukov übernimmt die literarische Leitung des Kulturmaschinen-Verlags.[15]
- 01. Juni: Eröffnung des Insolvenzverfahrens gegen den Bruno Gmünder Verlag[16]

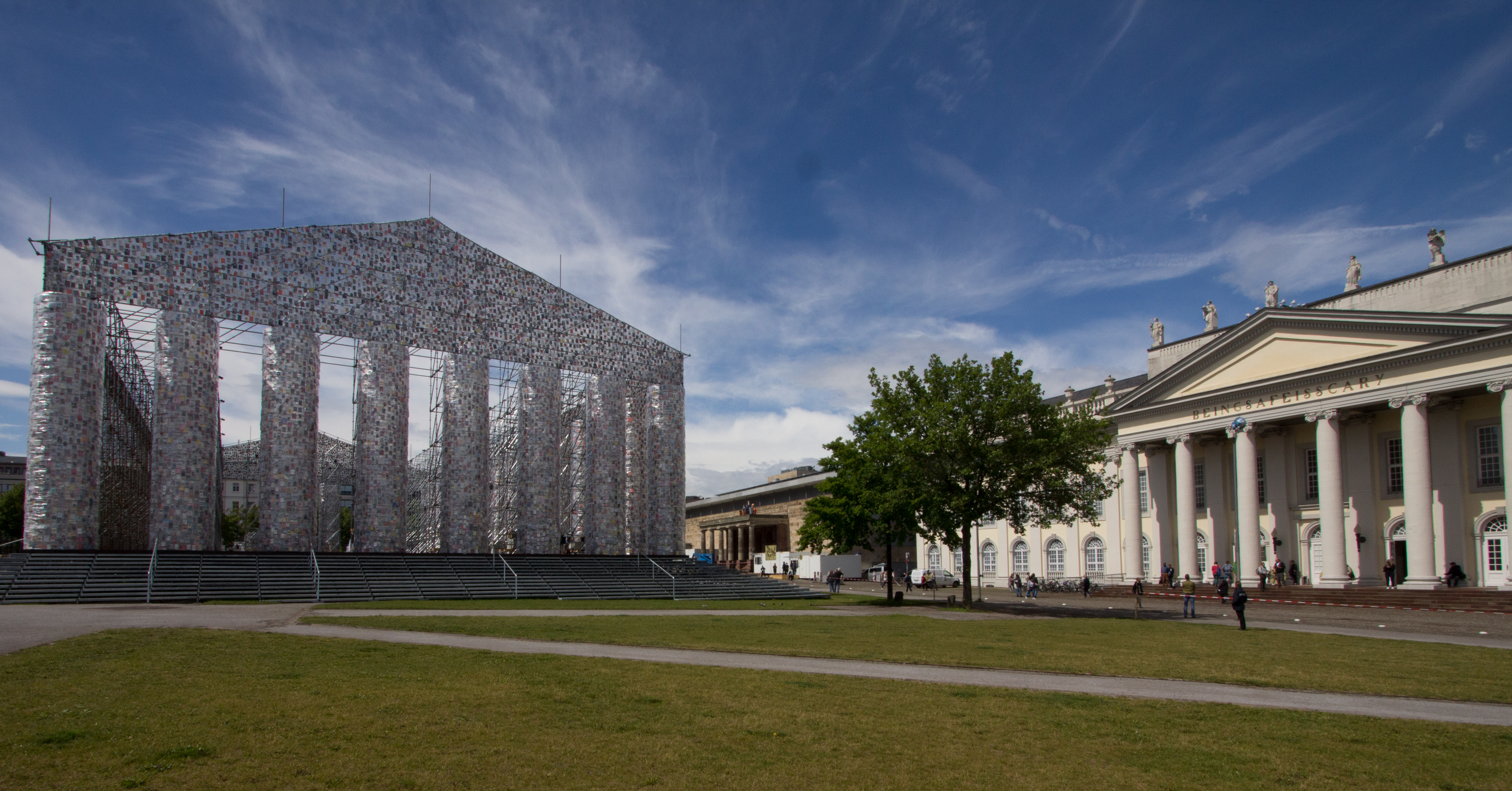
„Der Parthenon der Bücher“

- 10. Juni bis 17. September: Im Rahmen der documenta 14 ist auch ein „Parthenon der Bücher“ der argentinischen Konzeptkünstlerin Marta Minujín zu sehen.[17][18]
- 16. Juni: Bloomsday
- 16.–18. Juni: 15. Linke Buchtage im Mehringhof in Berlin[19][20]
- 16.–24. Juni: 18. Poesiefestival Berlin[21]
- 29. Juni bis 2. Juli: 24. Mainzer Minipressen-Messe[22]
- 01. Juli: Nach knapp 25 Jahren endet die „Ära Castorf“ an der Volksbühne Berlin; sein Nachfolger ist seit 1. August 2017 Chris Dercon,[23][24] „der in der Berliner Kulturszene hochumstritten ist“.[25]
- 02. Juli: Nach 18 Jahren endet die „Ära Peymann“ am Berliner Ensemble; sein Nachfolger wird Oliver Reese.
- 11. Juli: Der Bertelsmann-Konzern erhöht seinen Anteil an Penguin Random House auf 75 %.[26]
- 14./17. August: Wie bekannt wird, hat der Diogenes Verlag nach fast 40 Jahren die Rechte am Gesamtwerk von Georges Simenon im deutschen Sprachraum verloren.[27] Nach Angabe des Sohns von Simenon sollen die Werke seines Vaters ab 2018 auf Deutsch im Kampa Verlag erscheinen.[28][29]
- 06.–16. September: 17. Internationales Literaturfestival Berlin[30]
- 12. September: Von der Crespo Foundation wird ein hoch dotierter Literaturpreis für „herausragende kurze literarische Texte“ angekündigt, „die sich mit gesellschaftspolitischen Herausforderungen unserer Zeit auseinandersetzen“; der Preis wird unter dem Namen Wortmeldungen ab 2018 jährlich vergeben.[31]
- 20. September: Das Deutsche Literaturarchiv Marbach will u. a. das Reclam-Verlagsarchiv erwerben.[32]
- 30. September: Internationaler Übersetzertag
- 04. Oktober: Gunnar Cynybulk wird neuer Verleger der Ullstein Buchverlage.[33][34]
- 11. Oktober: Es erscheinen die ersten 15 Bände der in Zusammenarbeit zwischen der Académie de Berlin und dem Suhrkamp Verlag konzipierten Französischen Bibliothek.[35]
- 11.–15. Oktober: Frankfurter Buchmesse; Gastland: Frankreich, mit Visite von Staatspräsident Emmanuel Macron[36]
- 14./15. Oktober: „Literaturfestival“ in Waischenfeld, zur Erinnerung an das letzte reguläre Treffen der Gruppe 47 vor 50 Jahren[37]
- 15. Oktober: Margaret Atwood erhält in der Frankfurter Paulskirche den Friedenspreis des Deutschen Buchhandels.
- 20. Oktober: Mit dem 24. Band: Briefe an Véra wird die Ausgabe der gesammelten Werke Vladimir Nabokovs im Rowohlt Verlag nach 28 Jahren abgeschlossen.[38]
- 24.–28. Oktober: 21. deutschsprachige Poetry Slam-Meisterschaften in Hannover
- 31. Oktober: Der philosophische Nachlass Ludwig Wittgensteins wird in das Weltdokumentenerbe der UNESCO aufgenommen.[39]
- 02. November: Erstmals erscheint[40] eine in Zusammenarbeit von Deutschlandfunk Kultur, Die Zeit und ZDF durch eine 30-köpfige Jury erstellte monatliche Sachbuch-Bestenliste mit jeweils zehn Titeln.[41][42] Ab Dezember d. J. existiert außerdem eine zweite, von anderen Medienpartnern unterstützte Sachbuch-Bestenliste.[43]
- 08.–12. November: 10. Buch Wien
- 10.–12. November: BuchBasel
- 14. November: In Hamburg-Barmbek wird mit der Piazzetta-Ralph-Giordano drei Jahre nach seinem Tod ein Platz nach Ralph Giordano benannt.[44]
- 15. November bis 3. Dezember: 8. Literaturfest München[45]
- 16.–19. November: 9. Europäische Literaturtage in der Wachau; Thema: „Angst überall“[46]
- 27. November: Die Eulenspiegel Verlagsgruppe meldet Insolvenz an (bekannt geworden am 14. Dezember 2017).
- 07. Dezember: Das Deutsche Literaturarchiv Marbach erhält den Vorlass Jan Philipp Reemtsmas.[47][48]
- 17. Dezember: Stefan Zweig wird postum mit dem brasilianischen Orden vom Kreuz des Südens ausgezeichnet.[49]
- 19. Dezember: Das Manuskript der 120 Tage von Sodom aus der Hand von Marquis de Sade und das Manifest des Surrealismus von André Breton werden von der französischen Regierung als „Nationaler Schatz“ eingestuft und dürfen nicht ins Ausland verkauft werden.[50]
- 22. Dezember: Klaus Theweleit übergibt sein Archiv dem Deutschen Literaturarchiv Marbach.[51]
- 22. Dezember: Mehrere Thomas-Mann-Gedenkstätten aus vier Ländern haben sich in Lübeck unter dem Namen „Thomas Mann International. Das Netzwerk der Mann-Häuser“ zu einem Netzwerk zusammengeschlossen, darunter das Lübecker Buddenbrookhaus, das Münchner Literaturarchiv Monacensia sowie das Thomas-Mann-Kulturzentrum in Litauen.[52]
- 31. Dezember: Die Geschichte der Bienen von Maja Lunde ist vor Origin von Dan Brown und Tyll von Daniel Kehlmann der bestverkaufte Roman des Jahres 2017 in Deutschland.[53]
- 2017: In der Schweiz wird der Verlag lectorbooks für deutschsprachige Belletristik gegründet.

## Jahrestage (Auswahl)

### 100. Geburtstag
→ Literaturjahr 1917

### 100. Todestag
→ Literaturjahr 1917

### Vor 100 Jahren erschienen
→ Literaturjahr 1917 – Prosa
→ Literaturjahr 1917 – Lyrik

### Vor 100 Jahren uraufgeführt
→ Literaturjahr 1917 – Drama

### Weitere Jubiläen
- 01. Januar: 250. Geburtstag von Maria Edgeworth
- 13. Januar: 300. Todestag von Maria Sibylla Merian
- 18. Januar: 150. Geburtstag von Rubén Darío
- 21. Januar: 150. Geburtstag von Ludwig Thoma
- 29. Januar 1767: Uraufführung des Dramas Eugénie von Beaumarchais in Paris
- 07. Februar: 150. Geburtstag von Laura Ingalls Wilder
- 09. Februar: 150. Geburtstag von Natsume Sōseki
- 18. Februar: 150. Geburtstag von Hedwig Courths-Mahler
- 19. Februar: 300. Geburtstag von David Garrick
- 10. März 1767: Uraufführung der Tragödie Les Scythes von Voltaire in Lausanne
- 11. März 1867: Uraufführung der Oper Don Carlos von Giuseppe Verdi in Paris
- 20. März: 50. Todestag von Ludwig von Ficker
- Frühjahr 1967: Der Roman Verstörung von Thomas Bernhard erscheint.
- 02. April: 200. Todestag von Johann Heinrich Jung-Stilling
- 03. April: 200. Geburtstag von Mathilde Franziska Anneke
- 22. April: 150. Geburtstag von Palle Rosenkrantz
- 27. April 1867: Uraufführung der Oper Roméo et Juliette von Charles Gounod in Paris
- 01. Mai: 200. Geburtstag von Karl Isidor Beck
- 07. Mai: 150. Geburtstag von Władysław Reymont
- 08. Mai: 150. Geburtstag von Margarete Böhme
- 10. Mai: 200. Geburtstag von Julius Springer
- 11. Mai 1917: Uraufführung der Opern Turandot und Arlecchino von Ferruccio Busoni in Zürich
- 14. Mai: 150. Geburtstag von Kurt Eisner
- 21. Mai: 200. Geburtstag von Hermann Lotze
- 22. Mai: 50. Todestag von Langston Hughes
- 27. Mai: 150. Geburtstag von Arnold Bennett
- 31. Mai: 200. Geburtstag von Georg Herwegh
- 02. Juni: 200. Geburtstag von Victor Séjour
- 04. Juni 1917: In vier Kategorien werden die ersten Pulitzer-Preise vergeben.[54]
- 07. Juni: 50. Todestag von Dorothy Parker
- 13. Juni: 200. Todestag von Richard Lovell Edgeworth
- 17. Juni: 150. Geburtstag von Henry Lawson
- 22. Juni: 250. Geburtstag von Wilhelm von Humboldt
- 22. Juni: 150. Geburtstag von Eugen Diederichs
- 28. Juni: 150. Geburtstag von Luigi Pirandello
- 28. Juni: 50. Todestag von Oskar Maria Graf
- 30. Juni: 200. Todestag von Christoph Daniel Ebeling
- ..... Juli: 100 Jahre Hogarth Press
- 10. Juli: 50. Todestag von Albertine Sarrazin
- 12. Juli: 200. Geburtstag von Henry David Thoreau
- 14. Juli: 200. Todestag von Madame de Staël
- 14. Juli: 50. Todestag von Tudor Arghezi
- 18. Juli: 200. Todestag von Jane Austen
- 22. Juli: 50. Todestag von Carl Sandburg
- 25. Juli: 500. Geburtstag von Jacques Peletier
- 25. Juli: 150. Geburtstag von Max Dauthendey
- 26. Juli: 50. Todestag von Milán Füst
- 28. Juli: 350. Todestag von Abraham Cowley
- 03. August: 150. Todestag von August Boeckh
- 05. August 1667: Uraufführung der zweiten Fassung der Komödie Tartuffe von Molière (die ebenso wie die erste Fassung von 1664 verboten wird)
- 09. August: 50. Todestag von Joe Orton
- 14. August: 150. Geburtstag von John Galsworthy
- 16. August: 150. Geburtstag von António Nobre
- 21. August: 450. Geburtstag von Franz von Sales
- 23. August: 150. Geburtstag von Marcel Schwob
- 24. August 1617: Gründung der Fruchtbringenden Gesellschaft in Weimar
- 31. August: 150. Todestag von Charles Baudelaire
- 31. August: 50. Todestag von Ilja Ehrenburg
- 05. September: 200. Geburtstag von Alexei Tolstoi
- 07. September: 150. Geburtstag von Camilo Pessanha
- 14. September: 200. Geburtstag von Theodor Storm
- 15. September: 150. Geburtstag von Petr Bezruč
- Mitte September 1867: Das Kapital von Karl Marx erscheint mit dem ersten Band Der Produktionsprozess des Kapitals.
- 22. September: 200 Jahre Mayersche Buchhandlung in Aachen[55]
- 24. September: 300. Geburtstag von Horace Walpole
- 25. September: 400. Todestag von Francisco Suárez
- 26. September 1767: Uraufführung der Tragikomödie Charlot, ou la Comtesse de Givry von Voltaire in Ferney-Voltaire; das Stück erscheint 1767 auch im Druck.
- 29. September: 50. Todestag von Carson McCullers
- 30. September 1767: Uraufführung des Lustspiels Minna von Barnhelm von Lessing in Hamburg
- Oktober 1967: Letztes reguläres Treffen der Gruppe 47 in der „Pulvermühle“
- 01. Oktober 1967: In der Bundesrepublik Deutschland erscheint der erste Band von Walt Disneys Lustigen Taschenbüchern.
- 02. Oktober: 500. Todestag von Johannes Murmellius
- 03. Oktober: 50. Todestag von Woody Guthrie
- 07. Oktober: 50. Todestag von Norman Angell
- 09. Oktober: 150. Todestag von Abraham Mapu
- 09. Oktober: 50. Todestag von André Maurois
- 10. Oktober: 150. Todestag von Julius Mosen
- 14. Oktober: 150. Geburtstag von Masaoka Shiki
- 14. Oktober: 50. Todestag von Marcel Aymé
- 19. Oktober: 200. Geburtstag von Tom Taylor
- 20. Oktober: 50. Todestag von Roman Rosdolsky
- 23. Oktober: 200. Geburtstag von Pierre Larousse

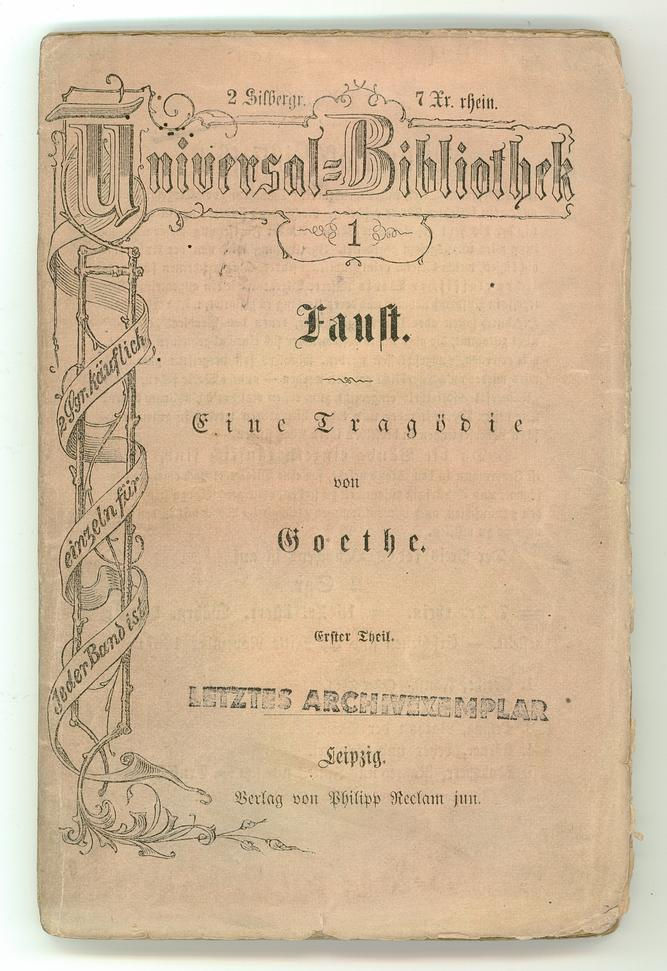
Erstausgabe von Heft 1 der Reclams Universal-Bibliothek

- ..... November: 50 Jahre Trikont-Verlag
- 01. November: 150. Geburtstag von Felix Hollaender
- 07. November 1917: Vortrag „Wissenschaft als Beruf“ von Max Weber in München
- 10. November: 150 Jahre Reclams Universal-Bibliothek
- 14. November: 150. Todestag von Julius Campe
- 16. November: 300. Geburtstag von D’Alembert
- 17. November 1667: Uraufführung der Tragödie Andromache von Jean Racine in Paris
- 30. November: 350. Geburtstag von Jonathan Swift
- 30. November: 200. Geburtstag von Theodor Mommsen
- 03. Dezember: 50. Todestag von Annette Kolb
- 04. Dezember: 200. Geburtstag von Nikolos Barataschwili
- 04. Dezember 1967: Erstausstrahlung von titel, thesen, temperamente, in Nachfolge des Literaturmagazins Ex Libris
- 06. Dezember 1917: Uraufführung des „Märchenspiels“ An allem ist Hütchen schuld! von Siegfried Wagner in Stuttgart
- 07. Dezember: 500. Todestag von Albert Krantz
- 09. Dezember: 300. Geburtstag von Johann Joachim Winckelmann
- 11. Dezember: 200. Todestag von Max von Schenkendorf
- 24. Dezember: 150. Geburtstag von Tevfik Fikret
- 25. Dezember: 150. Geburtstag von Alfred Kerr
- 26. Dezember: 150. Geburtstag von Julien Benda
- 27. Dezember 1967: Von Leonard Cohen erscheint sein Debütalbum Songs of Leonard Cohen.
- 28. Dezember 1917: Von Henry L. Mencken erscheint der Artikel A Neglected Anniversary.
- 31. Dezember: 150. Geburtstag von Saitō Ryokuu

- Im Jahr 17: Tod von Ovid
- Im Jahr 117: Geburt von Aelius Aristides
- Im Jahr 1517: Tod von Paulus Niavis
- Im Jahr 1517: Tod von Ludovico de Varthema
- Im Jahr 1517: Die Klage des Friedens von Erasmus von Rotterdam entsteht.
- Im Jahr 1667: Paradise Lost von John Milton erscheint.
- Im Jahr 1667: De statu imperii Germanici von Samuel von Pufendorf erscheint.
- Im Januar 1767: Der neunte und letzte Band des Tristram Shandy von Laurence Sterne erscheint.
- Im Jahr 1767: Die Hamburgische Dramaturgie von Gotthold Ephraim Lessing erscheint mit ihrem 1. Band.
- Im Jahr 1817: Von Jane Austen erscheint der Roman Northanger Abbey.
- Im Jahr 1817: Von Lord Byron erscheint das dramatische Gedicht Manfred.
- Im Jahr 1817: Von Goethe erscheint das kurze Schauspiel Satyros oder Der vergötterte Waldteufel.
- Im Jahr 1817: Von E. T. A. Hoffmann erscheint das romantische Kunstmärchen Das fremde Kind.
- Im Jahr 1867: Henrik Ibsen verfasst das dramatische Gedicht Peer Gynt.
- Im Jahr 1867: Von Émile Zola erscheint der Roman Thérèse Raquin.
- Im Jahr 1867: Leo Tolstoi vollendet die Urfassung von Krieg und Frieden.
- Im Jahr 1867: Von Adalbert Stifter erscheint der historische Roman Witiko.
- Im Jahr 1867: Von E. Marlitt erscheint Das Geheimnis der alten Mamsell als Fortsetzungsroman in der „Gartenlaube“.
- Im Jahr 1917: Als Buchreihe mit deutschschweizerischer Literatur wird die bis 1960 im Rascher Verlag erscheinende Schweizerische Bibliothek begründet.
- Im Jahr 1917: Als Holger Drachmann-legatet wird ein bis heute (meist) jährlich vergebenes Stipendium zur Förderung dänischer Schriftsteller gestiftet.
- Im Jahr 1967: Der Gedichtband Atemwende von Paul Celan erscheint.
- Im Jahr 1967: Die Erzählung Das wirkliche Blau von Anna Seghers erscheint.

## Gestorben im Jahr 2017

### Sehr bekannte Autoren
- 02. Januar: John Berger
- 06. Januar: Ricardo Piglia
- 11. Februar: Kurt Marti
- 01. März: Paula Fox
- 17. März: Derek Walcott
- 21. März: Colin Dexter
- 27. März: David Storey
- 01. April: Jewgeni Jewtuschenko
- 06. April: Armand Gatti
- 24. April: Robert M. Pirsig
- 11. Mai: Joachim Kaiser
- 15. Mai: Karl-Otto Apel
- 24. Mai: Denis Johnson
- 25. Mai: Willi Fährmann
- 01. Juni: Tankred Dorst
- 04. Juni: Juan Goytisolo
- 27. Juni: Peter L. Berger
- 27. Juni: Michael Bond
- 04. Juli: Daniil Granin
- 10. Juli: Peter Härtling
- 13. Juli: Liu Xiaobo
- 14. Juli: Anne Golon
- 14. Juli: Julia Hartwig
- 18. Juli: Max Gallo
- 27. Juli: Sam Shepard
- 11. August: Peter Bürger
- 15. August: Eberhard Jäckel
- 19. August: Brian Aldiss
- 31. August: Egon Günther
- 03. September: John Ashbery
- 06. September: Kate Millett
- 10. September: Len Wein
- 11. September: J. P. Donleavy
- 19. September: Horst Herrmann
- 28. September: Jürgen Roth
- 01. Oktober: Arthur Janov
- 05. Oktober: Anne Wiazemsky
- 14. Oktober: Richard Wilbur
- 25. Oktober: Silvia Bovenschen
- 01. November: Wladimir Makanin
- 05. November: Nancy Friday
- 14. November: Wolfgang Schreyer
- 29. November: Jerry Fodor
- 05. Dezember: Jean d’Ormesson
- 28. Dezember: Sue Grafton

### Weitere Autoren
- 01. Januar: Rita Bertolini
- 01. Januar: Derek Parfit
- 05. Januar: Tullio De Mauro
- 05. Januar: Anneliese Ude-Pestel
- 06. Januar: Ulrich Kaspar
- 07. Januar: Refik Erduran
- 07. Januar: Nat Hentoff
- 07. Januar: Zsuzsa Vathy
- 08. Januar: Gerda Anger-Schmidt
- 09. Januar: Zygmunt Bauman
- 10. Januar: Daniel Glaser
- 11. Januar: Hilary Bailey
- 12. Januar: Giulio Angioni
- 12. Januar: William Peter Blatty
- 12. Januar: Rolf Westman
- 13. Januar: Zoubeir Bornaz
- 13. Januar: Mark Fisher
- 13. Januar: Horacio Guarany
- 13. Januar: Udo Ulfkotte
- 14. Januar: Irmela Hadelich-Nauck
- 15. Januar: Babette Cole
- 15. Januar: Charles-Henri Favrod
- 16. Januar: Margrit Baur
- 16. Januar: Anne Perrier
- 18. Januar: Peter Abrahams
- 18. Januar: María Nsué Angüe
- 19. Januar: Otto Hiltbrunner
- 20. Januar: Maria Marcus
- 20. Januar: Peter Stiegnitz
- 21. Januar: Gisela Brach
- 21. Januar: Klaus Schröter
- 21. Januar: Emma Tennant
- 23. Januar: Hedwig Brenner
- 23. Januar: Gert Pinkernell
- 23. Januar: Douglas Reeman
- 23. Januar: George Albert Wells
- 25. Januar: Buchi Emecheta
- 25. Januar: Harry Mathews
- 27. Januar: Lucien Malson
- 28. Januar: Ernst M. Binder
- 28. Januar: Johann J. Claßen
- 28. Januar: Lubomír Doležel
- 28. Januar: Bharati Mukherjee
- 28. Januar: Günter Ropohl
- 30. Januar: Ivan Engler
- 30. Januar: Joseph Mélèze-Modrzejewski
- 31. Januar: Annie Saumont
- 01. Februar: Rudi Czerwenka
- 01. Februar: William Melvin Kelley
- 02. Februar: Mike Bartel
- 02. Februar: Angelo Bissessarsingh
- 02. Februar: Raif Georges Khoury
- 02. Februar: Predrag Matvejević
- 03. Februar: Dritëro Agolli
- 03. Februar: Miura Shumon
- 04. Februar: Bano Qudsia
- 04. Februar: Marc Spitz
- 05. Februar: Paul Kárpáti
- 06. Februar: Raymond Smullyan
- 07. Februar: Hans Rosling
- 07. Februar: Klaus Peter Schreiner
- 07. Februar: Tzvetan Todorov
- 08. Februar: Anne Dorn
- 09. Februar: Évelyne Pisier
- 10. Februar: Rolf Bräuer
- 10. Februar: Edward Bryant
- 11. Februar: Gideon Schüler
- 11. Februar: Egon Schwarz
- 11. Februar: Jirō Taniguchi
- 14. Februar: Al Imfeld
- 14. Februar: Elisabeth Lichtenberger
- 16. Februar: Dick Bruna
- 16. Februar: Richard Pankhurst
- 16. Februar: Edda Singrün-Zorn
- 17. Februar: Theodore J. Lowi
- 17. Februar: Klaus Middendorf
- 17. Februar: Tom Regan
- 18. Februar: Kristiane Allert-Wybranietz
- 18. Februar: Richard Schickel
- 19. Februar: Maud de Belleroche
- 19. Februar: Kyōko Hayashi
- 20. Februar: Jaroslava Blažková
- 20. Februar: Peter Blickle
- 20. Februar: Rudolf Förster
- 20. Februar: Lembit Kurvits
- 21. Februar: Takao Aeba
- 21. Februar: Frank Delaney
- 24. Februar: Heide Braukmüller
- 24. Februar: Miriam Tlali
- 25. Februar: Paul Jenni
- 25. Februar: Paul Mersmann der Jüngere
- 26. Februar: Werner Hecht
- 28. Februar: Nicholas Mosley
- 01. März: Irmela Brender
- 01. März: Carlos Gardini
- 01. März: Christopher Schmidt
- 01. März: Vladimir Tadej
- 02. März: Hermann Cölfen
- 02. März: Heinrich Henkel
- 03. März: Gordon Thomas
- 06. März: Michael H. Buchholz
- 06. März: Arif Demolli
- 07. März: Andreas Bengsch
- 08. März: Georgi Danailow
- 10. März: Tony Haygarth
- 10. März: Robert James Waller
- 12. März: Horst Ehmke
- 12. März: Heinz Krejci
- 15. März: Wojciech Młynarski
- 16. März: Torgny Lindgren
- 17. März: Franz-Georg Rössler
- 20. März: Robert B. Silvers
- 20. März: George Weinberg
- 22. März: Alexandr Kliment
- 22. März: Helena Štáchová
- 23. März: Mirella Bentivoglio
- 23. März: Serge Doubrovsky
- 23. März: Ekkehard Jost
- 23. März: Robert Muthmann
- 23. März: Jochanan Trilse-Finkelstein
- 25. März: Sibylle Tönnies
- 27. März: Ingeborg Bayer
- 28. März: Christine Kaufmann
- 28. März: Walter Passian
- 28. März: Enn Vetemaa
- 29. März: Juan Bañuelos
- 29. März: Werner Berthold
- 30. März: Otto Brunken
- 31. März: Erwin Kruk
- 31. März: Sabine Wassermann
- 01. April: Kim Jong-gil
- 01. April: Burton Watson
- 03. April: Michel Arrivé
- 03. April: Rosel Klein
- 05. April: Makoto Ōoka
- 06. April: Karl Hölz
- 06. April: Rolf Sagen
- 08. April: Gerhard Deimling
- 08. April: Hermann Jandl
- 09. April: John Clarke
- 09. April: Abdoua Kanta
- 09. April: Trude Maurer
- 09. April: Norbert J. Mayer
- 11. April: Ina-Maria Greverus
- 13. April: Gerd-Peter Eigner
- 13. April: Sigrid Roth
- 14. April: Nicolás Suescún
- 16. April: Bernd Fritz
- 17. April: Horst Kalthoff
- 19. April: Oliver Lustig
- 20. April: John Freely
- 20. April: Kojo Laing
- 22. April: Miguel Abensour
- 22. April: Hubert Dreyfus
- 22. April: Henning Eichberg
- 22. April: William Hjortsberg
- 22. April: Donna Williams
- 23. April: Karl Holl
- 24. April: Benjamin R. Barber
- 25. April: Erik Martin
- 25. April: Philippe Mestre
- 25. April: Jelena Rschewskaja
- 26. April: Günter Schulte
- 28. April: Anke Abraham
- 28. April: Johann Christoph Allmayer-Beck
- 28. April: Hans Holländer
- 29. April: Hans-Jürgen Döring
- 30. April: Borys Olijnyk
- 30. April: Jean Stein
- 01. Mai: Anatoli Alexin
- 01. Mai: Alwin Binder
- 01. Mai: Karel Schoeman
- 01. Mai: Sterling Seagrave
- 01. Mai: Mohamed Talbi
- 02. Mai: Abelardo Castillo
- 02. Mai: Henryk Skrzypczak
- 06. Mai: Hugh Thomas
- 06. Mai: Yves Velan
- 08. Mai: Christof Jung
- 09. Mai: Armando Baptista-Bastos
- 09. Mai: Jean Lessenich
- 09. Mai: Klaus Dieter Vervuert
- 10. Mai: Emmanuèle Bernheim
- 11. Mai: Louis Charbonneau
- 11. Mai: Bedřich Loewenstein
- 13. Mai: Günter Dietz
- 14. Mai: Bernhard Schaffer
- 15. Mai: Bernd Fischerauer
- 15. Mai: Gilbert Forray
- 15. Mai: Ulrich Libbrecht
- 16. Mai: Christof W. Burckhardt
- 17. Mai: Gerhard Schreiber
- 18. Mai: Hildegard Moos-Heindrichs
- 20. Mai: Waldtraut Lewin
- 22. Mai: Manuel de Seabra
- 24. Mai: Jacinto Gimbernard
- 25. Mai: Karl Frielingsdorf
- 25. Mai: Alistair Horne
- 25. Mai: Hanna Leybrand
- 25. Mai: Klaus Jörg Schönmetzler
- 29. Mai: Dieter Paul Rudolph
- 30. Mai: Robert Gordian
- 30. Mai: Karl Muru
- 30. Mai: Heinz Schreckenberg
- 31. Mai: Joseph Georg Wolf
- 00. Mai: Peter Mangold
- 01. Juni: Armando da Silva Carvalho
- 01. Juni: Charles Simmons
- 05. Juni: Helen Dunmore
- 06. Juni: Ainslie Embree
- 06. Juni: François Houtart
- 06. Juni: F. David Peat
- 08. Juni: Ruth White
- 09. Juni: Ernst P. Gerber
- 11. Juni: David Fromkin
- 12. Juni: Theodor Bergmann
- 13. Juni: Albert Ramsdell Gurney
- 13. Juni: Jens Lausen
- 13. Juni: Wolfgang Nastali
- 13. Juni: Ulf Stark
- 14. Juni: Renate Holland-Moritz
- 14. Juni: Hans-Peter Schwarz
- 16. Juni: Alan D. Altieri
- 16. Juni: Helmut Kohl
- 16. Juni: Vasco Mariz
- 17. Juni: Pierre Imhasly
- 20. Juni: Rüdiger vom Bruch
- 20. Juni: Jeannette Lander
- 20. Juni: Fredrik Skagen
- 21. Juni: Bernulf Kanitscheider
- 22. Juni: Christoph Bauer
- 23. Juni: Stefano Rodotà
- 25. Juni: Hansfried Kellner
- 25. Juni: Fátima Langa
- 26. Juni: Ilona Laaman
- 26. Juni: Siegfried Wollgast
- 27. Juni: Pierre Combescot
- 30. Juni: Tadeusz Kijonka
- 30. Juni: Hansjörg Zauner
- 01. Juli: Park Sang-ryung
- 01. Juli: Heathcote Williams
- 03. Juli: José Luis Cuevas
- 03. Juli: Spencer Johnson
- 03. Juli: Paolo Villaggio
- 04. Juli: Urban Gwerder
- 05. Juli: Irina Ratuschinskaja
- 06. Juli: Christian Weis
- 07. Juli: Chó do Guri
- 07. Juli: Werner Hamacher
- 07. Juli: Kenneth Silverman
- 08. Juli: Nelsan Ellis
- 09. Juli: Gene Brucker
- 09. Juli: Miep Diekmann
- 10. Juli: Josef Kostner
- 11. Juli: Karl Ernst Laage
- 12. Juli: Armando Almánzar Rodríguez
- 12. Juli: Karl Moersch
- 15. Juli: Hans Schumacher
- 17. Juli: Jeff Carlson
- 18. Juli: Elsbeth Pulver
- 20. Juli: Jürgen Petersohn
- 20. Juli: Claude Rich
- 21. Juli: Anne Dufourmantelle
- 22. Juli: Polo Hofer
- 26. Juli: Ida Rodríguez Prampolini
- 26. Juli: Peter Wende
- 27. Juli: Michel Durafour
- 28. Juli: Hima Adamou
- 28. Juli: Stein Mehren
- 29. Juli: José Osvaldo de Meira Penna
- 29. Juli: Piotr Wandycz
- 31. Juli: Alan Cameron
- 01. August: Patrick Bateson
- 01. August: Ian Graham
- 03. August: Volker Caysa
- 04. August: Heinz F. Dressel
- 04. August: Abdolreza Madjderey
- 05. August: Christian Millau
- 05. August: Jon Nuotclà
- 06. August: Martin Roth
- 07. August: Vicente Cantarino
- 08. August: Gonzague Saint Bris
- 09. August: Ernst Vogt
- 11. August: Richard Gordon
- 13. August: Joseph Bologna
- 13. August: Hans Luik
- 15. August: Arthur Honegger
- 15. August: Miles Jebb
- 15. August: Mark Merlis
- 16. August: Mike Hennessey
- 17. August: Miriam Magall
- 17. August: Reinhold Ziegler
- 18. August: Duncan Bush
- 19. August: Wilhelm Füger
- 19. August: Janusz Głowacki
- 19. August: K. O. Götz
- 19. August: Dick Gregory
- 21. August: Réjean Ducharme
- 22. August: Bernhard Theilmann
- 23. August: Harald Korall
- 24. August: Hermann Neef
- 26. August: Tobe Hooper
- 26. August: Heinz Sobota
- 27. August: Helga Glöckner-Neubert
- 27. August: Hans Lucke
- 27. August: Gert Richter
- 28. August: Gisela Rest-Hartjes
- 29. August: Lore Leher
- 30. August: Marjorie Boulton
- 30. August: Louise Hay
- 31. August: Norbert Kückelmann
- 31. August: Götz Loepelmann
- 01. September: Jørgen Knudsen
- 04. September: Heinz-Joachim Draeger
- 04. September: Andrea Klier
- 05. September: Ma Kwang-soo
- 05. September: Věra Macháčková-Riegerová
- 06. September: Şerif Mardin
- 08. September: Pierre Bergé
- 08. September: Jerry Pournelle
- 08. September: Regina Rusch
- 09. September: Petar Lazić
- 10. September: Hans Alfredson
- 10. September: Nancy Dupree
- 10. September: Ulla Dydo
- 11. September: Heiner Geißler
- 11. September: Peter Hall
- 12. September: Heinz Malangré
- 13. September: Slavko Goldstein
- 15. September: Mircea Ionescu-Quintus
- 16. September: Petr Šabach
- 18. September: Akiko Akazome
- 18. September: Jean-Claude Capèle
- 19. September: Bernie Casey
- 20. September: Ene Mihkelson
- 20. September: Lillian Ross
- 23. September: Hubert Feichtlbauer
- 23. September: Charles Osborne
- 24. September: Washington Benavidez
- 24. September: Hans Geulen
- 24. September: Kito Lorenc
- 24. September: Kit Reed
- 25. September: Nora Marks Dauenhauer
- 25. September: Helga Grebing
- 26. September: Peter Becker
- 28. September: Katharina Kammer-Veken
- 28. September: Andreas Schmidt
- 30. September: Hans Liebhardt
- 01. Oktober: František Listopad
- 01. Oktober: István Mészáros
- 01. Oktober: Philippe Rahmy
- 02. Oktober: Robert Elsie
- 02. Oktober: Neil J. Smelser
- 02. Oktober: Hans Stalder
- 03. Oktober: Jan Koblasa
- 03. Oktober: Dieter Nörr
- 03. Oktober: Nancy Taylor Rosenberg
- 04. Oktober: Jesús Mosterín
- 05. Oktober: Vanessa Busse
- 05. Oktober: António de Macedo
- 05. Oktober: Giorgio Pressburger
- 05. Oktober: Sylke Tempel
- 06. Oktober: Rudolf Wolfgang Müller
- 07. Oktober: Kazys Almenas
- 10. Oktober: Helmut Creutz
- 10. Oktober: Pentti Holappa
- 11. Oktober: Hans Erich Troje
- 11. Oktober: Erwin Moser
- 12. Oktober: Ingrid Rimland
- 12. Oktober: Emmy Werner
- 13. Oktober: Henn-Kaarel Hellat
- 14. Oktober: Rainer Klis
- 14. Oktober: Yambo Ouologuem
- 15. Oktober: Dieter Kirchhöfer
- 15. Oktober: Helmut Maletzke
- 17. Oktober: Julian May
- 18. Oktober: Gregory Baum
- 18. Oktober: Jenny Koralek
- 19. Oktober: Umberto Lenzi
- 19. Oktober: Werner Toelcke
- 20. Oktober: Mojo Mendiola
- 20. Oktober: Thomas Vogel
- 21. Oktober: Donald Bain
- 22. Oktober: Lupo Hernández Rueda
- 26. Oktober: Andrea Schacht
- 26. Oktober: Alan Scholefield
- 26. Oktober: Gottfried Schramm
- 27. Oktober: Milan Nápravník
- 27. Oktober: Bud Rose
- 28. Oktober: Viljo Anslan
- 28. Oktober: Erich Jooß
- 28. Oktober: Josaphat-Robert Large
- 28. Oktober: Jörg Willer
- 29. Oktober: Linda Nochlin
- 30. Oktober: Alfred Heizmann
- 30. Oktober: Gerhart Schmidt
- 31. Oktober: Wolfgang Achtner
- 01. November: Ernst-August Roloff
- 02. November: Ioan Moisin
- 03. November: Odilo Lechner
- 03. November: Klaus Zernack
- 04. November: Rudolf Peyer
- 07. November: Pat Hutchins
- 08. November: Eugen Damm
- 08. November: Peter Gorsen
- 08. November: Elisabeth Naomi Reuter
- 10. November: Lislott Pfaff
- 11. November: Frank Corsaro
- 11. November: Edward S. Herman
- 11. November: Johann Baptist Müller
- 14. November: Ruth Bondy
- 15. November: Françoise Héritier
- 15. November: Brigitte Troeger
- 16. November: Helmut T. Heinrich
- 19. November: Helmuth Nürnberger
- 21. November: Hans Ulrich Abshagen
- 21. November: Peter Berling
- 21. November: Massimo Quaini
- 22. November: Jon Hendricks
- 22. November: Bobi Jones
- 23. November: Joan Hess
- 23. November: André Wiesler
- 25. November: Ted Robert Gurr
- 25. November: Tiemo Rainer Peters
- 26. November: Baldo Blinkert
- 26. November: Georg Iggers
- 26. November: Sepp Moosmann
- 27. November: Christian Heermann
- 27. November: Hans Piazza
- 29. November: Dora Koster
- 29. November: Verena Stefan
- 30. November: Colin Groves
- 30. November: Alain Jessua
- 30. November: Vincent Scully
- 00. November: Oliver G. Wachlin
- 02. Dezember: Horst Baier
- 02. Dezember: Ulli Lommel
- 02. Dezember: Manfred Rexin
- 02. Dezember: Gotthard B. Schicker
- 02. Dezember: Nava Semel
- 03. Dezember: Horst Fassel
- 03. Dezember: Roswitha Wisniewski
- 04. Dezember: Ömer Naci Soykan
- 06. Dezember: William Gass
- 07. Dezember: Elmar Jansen
- 10. Dezember: Shammai Golan
- 10. Dezember: Joachim Hruschka
- 10. Dezember: Doris Jannausch
- 11. Dezember: Heike Groos
- 11. Dezember: Christos M. Joachimides
- 11. Dezember: Peter Kraml
- 13. Dezember: Klaus Hornung
- 14. Dezember: Charles G. Cogan
- 14. Dezember: Hubert Damisch
- 15. Dezember: Nasta Pino
- 17. Dezember: Francesco Leonetti
- 18. Dezember: François Conod
- 18. Dezember: Arseni Roginski
- 18. Dezember: Ana Enriqueta Terán
- 19. Dezember: Clifford Irving
- 20. Dezember: Harold Barclay
- 21. Dezember: Lynn Hoffman
- 24. Dezember: Lynne Rudder Baker
- 24. Dezember: Klaus-Dieter Brunotte
- 24. Dezember: Manfred Dahlmann
- 24. Dezember: Friedbert Streller
- 25. Dezember: Franz Josef Görtz
- 26. Dezember: Hans Saner
- 26. Dezember: Shahnon Ahmad
- 27. Dezember: Martin Keune
- 27. Dezember: Manfred Lossau
- 27. Dezember: Gerhard Neumann
- 28. Dezember: Eoin Bourke
- 28. Dezember: Nina Grunenberg
- 28. Dezember: Ronit Matalon
- 28. Dezember: Harald Schweizer
- 28. Dezember: Francis Wyndham
- 29. Dezember: Johannes Hösle
- 29. Dezember: Herbert Reinoß
- 30. Dezember: Thomas Leif
- ungenannt: Isabel Beto
- ungenannt: Helga Strätling-Tölle

### Weitere Persönlichkeiten
- 18. Januar: Yosl Bergner
- 06. Februar: Sarenco
- 08. Februar: Frank Zahn
- 12. Februar: Sofja Miliband
- 17. Februar: Warren Frost
- 02. März: Arno Waldschmidt
- 06. März: Jean-Philippe Bernigaud
- 11. März: Peeter Tulviste
- 20. März: Claus Reisinger
- 20. März: Leticia Ramos Shahani
- 05. April: Waldemar Kumming
- 09. April: Hans Schneider
- 13. April: Heinrich Weissling
- 28. April: Walo Deuber
- 29. April: Adalbert Podlech
- 30. April: Jidéhem
- 02. Mai: Wilhelm Totok
- 05. Mai: Wolfgang Popp
- 15. Mai: Antje Bultmann Lemke
- 17. Mai: Irmgard Heydorn
- 18. Mai: Jacque Fresco
- 24. Mai: Pierre Seron
- 25. Mai: Manfred Lorenz
- 30. Mai: Harro von Hirschheydt
- 01. Juni: Albrecht Neubert
- 07. Juni: Ed Victor
- Ende Juni: Petra Nettelbeck
- 19. Juli: Karel Franta
- 08. August: Rius
- 09. August: Egon Ammann
- 14. August: Şara Sayın
- 11. September: Eric Boehm
- 18. September: Marianne Schmidt
- 28. September: Wiktor Wilner
- 01. Oktober: Larissa Volpert
- 17. Oktober: Irmgard Spencker
- 26. Oktober: Wolfgang Tiessen
- 30. Oktober: Johannes Felsenstein
- 13. November: Carl T. Ford
- 14. November: Ulrike Zemme
- 18. November: Horst Hussel
- 24. November: Ibrahim Chafadschi
- 28. November: Helga Kaffke
- 03. Dezember: Elmar Faber
- 07. Dezember: Christian Stetter
- 20. Dezember: Randolph Quirk
- 22. Dezember: Gerhard Schott
- 24. Dezember: Inge Flimm
- 30. Dezember: Richard Krummel
- ungenannt: Wilhelm Bondzio

## Neuerscheinungen

### Romane, Erzählungen
- 4 3 2 1 – Paul Auster
- Die Abenteuer des Apollo – Das verborgene Orakel – Rick Riordan
- AchtNacht – Sebastian Fitzek
- Alles über Heather – Matthew Weiner
- Als ich mit Hitler Schnapskirschen aß – Manja Präkels
- Altes Zollhaus, Staatsgrenze West – Jochen Schimmang
- Aquila – Ursula Poznanski
- Arrival: Die Hölle ist die Abwesenheit Gottes (Neuausgabe) – Ted Chiang
- Außer sich – Sasha Marianna Salzmann
- Bänder der Trauer – Brandon Sanderson
- Birthday Girl – Haruki Murakami
- Der Block – Jérôme Leroy
- Bonjour tristesse (Neuübersetzung) – Françoise Sagan
- Die Christus-Trilogie (komm. Neuausgabe) – Patrick Roth
- Dichronauts – Greg Egan
- Der Dienstagabend-Klub (Neuübersetzung) – Agatha Christie
- Die drei Sonnen – Liu Cixin
- Du hast das Leben vor dir (Neuübersetzung) – Romain Gary
- Eileen – Ottessa Moshfegh
- Das Einstein Enigma – José Rodrigues dos Santos
- Elefant – Martin Suter
- Es klingelte an der Tür (Neuübersetzung) – Rex Stout
- Exit West – Mohsin Hamid
- Das Floß der Medusa – Franzobel
- Flug 39 – Phillip P. Peterson
- Die Fremde – Stefan Hertmans
- Das Fundament der Ewigkeit – Ken Follett
- Der Galgen von Tyburn – Ben Aaronovitch
- Die Geschichte der Bienen – Maja Lunde
- Die Geschichte der getrennten Wege – Elena Ferrante (Bd. 3)
- Die Geschichte eines neuen Namens – Elena Ferrante (Bd. 2)
- Die Gischt der Tage (Neuübersetzung) – Boris Vian
- Golden House – Salman Rushdie
- Gray – Leonie Swann
- The Hate U Give – Angie Thomas
- I Love Dick – Chris Kraus
- Ik ben Vincent en ik ben niet bang – Enne Koens
- Ikarien – Uwe Timm
- Im Herzen der Gewalt – Édouard Louis
- Immer ist alles schön – Julia Weber
- It’s all true – Carmen Stephan
- Der Jungherr von Strammin (Neuausgabe) – Hans Fallada
- Die Kieferninseln – Marion Poschmann
- Das Kind meiner Mutter – Florian Burkhardt
- Kraft – Jonas Lüscher
- Die lachenden Ungeheuer – Denis Johnson
- Lanz – Flurin Jecker
- Der Lärm der Zeit – Julian Barnes
- Das letzte Bild der Sara de Vos – Dominic Smith
- Der letzte Zivilist (Neuausgabe) – Ernst Glaeser
- Das Lied der Krähen – Leigh Bardugo
- Magnus Chase – Der Hammer des Thor – Rick Riordan
- Mahlstrom – Yael Inokai
- Der Mann, der mit Schlangen sprach – Andrus Kivirähk
- Der Mann von Barbarossa – John Gardner
- Das Ministerium des äußersten Glücks – Arundhati Roy
- Mischling – Affinity Konar
- Moabit – Volker Kutscher
- München – Robert Harris
- Mutmassungen über Jakob (historisch-kritische Ausgabe) – Uwe Johnson
- Nichts als die Nacht – John Williams
- Niemals – Andreas Pflüger
- Now we are dead – Stuart MacBride
- Oathbringer – Brandon Sanderson
- Die Optimierer – Theresa Hannig
- Origin – Dan Brown
- Paradox²: Jenseits der Ewigkeit – Phillip P. Peterson
- Pawlowa oder Wie man eine Eselin um die halbe Welt schmuggelt – Brian Sewell
- Penelop und der funkenrote Zauber – Valija Zinck
- Perrudja (Neuausgabe) – Hans Henny Jahnn
- Prinzessin Insomnia & der alptraumfarbene Nachtmahr – Walter Moers
- Rico, Oskar und das Vomhimmelhoch – Andreas Steinhöfel
- Die rothaarige Frau – Orhan Pamuk
- Der Ruf des Frühlings (Neuausgabe) – Robert Jordan
- Schatten über Elantel – Brandon Sanderson
- Schildkrötensoldat – Melinda Nadj Abonji
- Schlaft gut, ihr fiesen Gedanken – John Green
- The Seven Husbands of Evelyn Hugo – Taylor Jenkins Reid
- Die siebte Sprachfunktion – Laurent Binet
- Sieh mich an – Mareike Krügel
- Singapur im Würgegriff – James Gordon Farrell
- Die Söhne der Großen Bärin (6 Bände; überarb. u. ergänzte Neuausgabe) – Liselotte Welskopf-Henrich
- Sonne und Beton – Felix Lobrecht
- Spiegel – Liu Cixin
- Die Stadt der weißen Musiker – Bachtyar Ali
- Die Terranauten – T. C. Boyle
- Totenkalt – Stuart MacBride
- Two Kinds of Truth – Michael Connelly
- Tyll – Daniel Kehlmann
- The Upside of Unrequited – Becky Albertalli
- Die Verbannte – Ismail Kadare
- Das Vermächtnis der Spione – John le Carré
- Wiener Straße – Sven Regener
- Wikmans Zöglinge – Jaan Kross

### Sachliteratur
- Bernie Sanders Guide to Political Revolution – Bernie Sanders
- Finis Germania – Rolf Peter Sieferle
- Die Gesellschaft der Singularitäten – Andreas Reckwitz
- Die Getriebenen: Merkel und die Flüchtlingspolitik – Robin Alexander
- Homo Deus – Eine Geschichte von Morgen – Yuval Noah Harari
- Inside Islam – Was in Deutschlands Moscheen gepredigt wird – Constantin Schreiber
- Merkel: Eine kritische Bilanz – Philip Plickert (Herausgeber)
- Die zentralen Nebensächlichkeiten der Demokratie – Philip Manow

### Weitere Werke
- Beren und Lúthien (Texte von J. R. R. Tolkien) – Christopher Tolkien (Hg.)
- Dienstbare Geister (Hörspiel) – Paul Plamper
- Es wird Nacht im Berlin der Wilden Zwanziger (biografische Porträts) – Boris Pofalla (Text) und Robert Nippoldt (Illustrator)
- Farbenblind (Autobiografie) – Trevor Noah
- Grenzenlos (Comic) – Jillian Tamaki
- Heilig Abend (Drama) – Daniel Kehlmann
- Ich habe auch gelebt! – Briefwechsel zwischen Louise Hartung und Astrid Lindgren
- Die Jahre (Autobiografie) – Annie Ernaux
- Last Thoughts on Woody Guthrie (Langgedicht; engl. u. dt.) – Bob Dylan (dt. von Heinrich Detering in Bob Dylan: Planetenwellen. Gedichte und Prosa)
- Ein Leben in Worten (Autobiografie) – Paul Auster
- Marnie – Oper von Nico Muhly (Musik) nach dem gleichnamigen Roman von Winston Graham
- Niemals Gewalt! (Rede) – Astrid Lindgren
- Der Riesentöter (Kinderbuch) – Iain Lawrence
- Sie kam aus Mariupol (Belletristik) – Natascha Wodin
- Six (Musical) – Toby Marlow und Lucy Moss
- unsere leeren herzen. Über Literatur (Essays) – Thomas Hettche
- Unverhofftes Wiedersehen – Oper von Alois Bröder (Musik und Libretto) nach der gleichnamigen Kalendergeschichte von Johann Peter Hebel
- Der Ursprung der Welt (Comic) – Liv Strömquist
- Die Verfolgten (Drama) – Luis Zagler

## Literaturpreise 2017

### Deutsche Literaturpreise
A
- Adelbert-von-Chamisso-Preis: Abbas Khider für sein Gesamtwerk; Förderpreise: Barbi Marković für Superheldinnen und Senthuran Varatharajah für Vor der Zunahme der Zeichen
- Alfred Döblin-Medaille: Roman Ehrlich
- Alfred-Döblin-Preis: María Cecilia Barbetta
- Alfred-Kerr-Preis für Literaturkritik: Andreas Breitenstein
- Alfred-Müller-Felsenburg-Preis: SAID
- Alice Salomon Poetik Preis: Barbara Köhler
- Andreas-Gryphius-Preis: Tina Stroheker
- Annette-von-Droste-Hülshoff-Preis: Sabrina Janesch
- aspekte-Literaturpreis: Eine kurze Chronik des allmählichen Verschwindens von Juliana Kálnay
- August-Graf-von-Platen-Preis: Natascha Wodin für Sie kam aus Mariupol; Sonderpreis: Thomas Medicus für Heimat. Eine Suche
- AutorenPreis des Heidelberger Stückemarkts: Maryam Zaree für Kluge Gefühle

B
- Bayerischer Buchpreis:
  - Belletristik: Das Floß der Medusa von Franzobel
  - Sachbuch: Die Gesellschaft der Singularitäten. Zum Strukturwandel der Moderne von Andreas Reckwitz
  - Ehrenpreis des Bayerischen Ministerpräsidenten: Tomi Ungerer
- Ben-Witter-Preis: Gerhard Henschel und Gerhard Kromschröder für Landvermessung. Durch die Lüneburger Heide von Arno Schmidt zu Walter Kempowski
- Berliner Literaturpreis: Ilma Rakusa
- Berliner Preis für Literaturkritik: Tobias Lehmkuhl
- Berthold-Auerbach-Literaturpreis: Hermann Kinder für Porträt eines jungen Mannes aus alter Zeit
- Bremer Literaturpreis: Terézia Mora für Die Liebe unter Aliens (Hauptpreis); Senthuran Varatharajah für Vor der Zunahme der Zeichen (Förderpreis)
- Brüder-Grimm-Preis der Stadt Hanau: Die Stunde der Spezialisten von Barbara Zoeke
- Buchpreis der Stiftung Ravensburger Verlag: Annette Mingels für Was alles war

C
- Carl-Amery-Literaturpreis: Thomas von Steinaecker
- Carl-Zuckmayer-Medaille: Joachim Meyerhoff
- Caroline-Schlegel-Preis:
  - Hauptpreis: Christoph Dieckmann für den Essay Mein Abendland. Die Ostverbindung
  - Förderpreis: Ronya Othmann für den Essay Eine Blume, grün, rot und gelb
- Christian-Dietrich-Grabbe-Preis: Wenigstens hat es mal gebrannt von Clemens Mädge und reines land von Mehdi Moradpour (Förderpreise)
- Clemens-Brentano-Preis: Jan Snela für Milchgesicht. Ein Bestiarium der Liebe
- Comicbuchpreis: Das Licht, das Schatten leert von Tina Brenneisen
- Crime Cologne Award: Gregor Weber für Asphaltseele; Sonderpreis: Friedrich Ani

D
- Das politische Buch: Wolfgang Gründinger für Alte Säcke Politik. Wie wir unsere Zukunft verspielen
- Debütpreis des Buddenbrookhauses: Simon Strauß für Sieben Nächte
- Deutscher Buchpreis: Die Hauptstadt von Robert Menasse
- Deutscher Jugendliteraturpreis (Auswahl):
  - Kinderbuch: Sally Jones. Mord ohne Leiche von Jakob Wegelius (Text), Gabriele Haefs (Übersetzung)
  - Jugendbuch: Der Geruch von Häusern anderer Leute von Bonnie-Sue Hitchcock (Text), Sonja Finck (Übersetzung)
  - Preis der Jugendjury: Nur drei Worte von Becky Albertalli (Text), Ingo Herzke (Übersetzung)
  - Sonderpreis Neue Talente: Lizzy Carbon und der Klub der Verlierer von Mario Fesler
  - Sonderpreis für das Gesamtwerk: Gudrun Pausewang
- Deutscher Krimi Preis:
  - National: Max Annas für Die Mauer
  - International: Donald Ray Pollock für Die himmlische Tafel
- Deutscher Preis für Nature Writing: Marion Poschmann
- Deutscher Science-Fiction-Preis:
  - Bester Roman: Die Welten der Skiir 1: Prinzipat von Dirk van den Boom
  - Beste Kurzgeschichte: Das Netz der Geächteten von Michael K. Iwoleit
- Düsseldorfer Literaturpreis: Marion Poschmann

E
- Ehrengabe der Deutschen Schillerstiftung: Thomas Rosenlöcher
- Eichendorff-Literaturpreis: Michael Krüger
- Emys Jahres-Sachbuchpreis: Ein lebendiges Feuer von Alois Prinz
- Erich-Loest-Preis: Guntram Vesper für Frohburg
- Eugen-Helmlé-Übersetzerpreis: Simon Werle, insbesond. für seine Les Fleurs du Mal-Neuübertragung[56]
- Evangelischer Buchpreis: Nach Hause gehen von Jörn Klare

F
- Förderpreis für Literatur der Landeshauptstadt Düsseldorf: Marlene Röder
- Friedrich-Glauser-Preis (Auswahl):
  - Bester Roman: Interview mit einem Mörder von Bernhard Aichner
  - Bester Kurzkrimi: Genug ist genug von Thomas Kastura
  - Glauser Ehrenpreis: Herbert Knorr und Sigrun Krauß
  - Kinder- und Jugendkrimipreis: Lord Gordon – Ein Mops in königlicher Mission von Alexandra Fischer-Hunold
- Friedrich-Hölderlin-Preis der Stadt Bad Homburg: Eva Menasse; Förderpreis: Nele Pollatschek
- Fritz-Reuter-Literaturpreis: Hartwig Suhrbier

G
- GEDOK Literaturförderpreis: Barbara Schibli für Flechten
- Georg-Büchner-Preis: Jan Wagner
- Georg-Christoph-Lichtenberg-Preis für Literatur: Silke Scheuermann
- Gerty-Spies-Literaturpreis: Ralf Rothmann
- Goldene Leslie: Die längste Nacht von Isabel Abedi
- Göttinger Elch: Gerhard Glück
- Grimmelshausen-Preis:
  - Hauptpreis: Christoph Hein für Glückskind mit Vater
  - Förderpreis: Sophie Passmann für Monologe angehender Psychopathen
- Großer Preis der Deutschen Akademie für Kinder- und Jugendliteratur e. V. Volkach: Alois Prinz
- Günter-Eich-Preis für Hörspiele: Friederike Mayröcker
- Günter-Grass-Preis: Katja Lange-Müller

H
- Hamburger Förderpreise für Literatur und literarische Übersetzungen:
  - Autoren (Auswahl): Jens Eisel, Finn-Ole Heinrich, Leona Stahlmann
  - Literarische Übersetzungen (Auswahl): Gabriele Haefs
- Heinrich-Böll-Preis: Ilija Trojanow
- Heinrich-Mann-Preis: Gisela von Wysocki
- Heinrich Maria Ledig-Rowohlt-Preis: Robin Detje für seine literarischen Übersetzungen aus dem Englischen
- Hermann-Kesten-Preis: Thomas B. Schumann
- Hermann-Sinsheimer-Preis: Navid Kermani
- Hörspiel des Jahres: Coldhaven von John Burnside (Autor) und Klaus Buhlert (Übersetzung, Komposition und Regie)
- Hotlist-Preis: Matthes & Seitz für Strategien der Wirtsfindung von Brigitta Falkner
- Hugo-Ball-Preis: Ann Cotten (Hauptpreis); Philipp Felsch (Förderpreis)

I
- Ida-Dehmel-Literaturpreis: Monika Maron
- Italo-Svevo-Preis: Zsuzsanna Gahse

J
- Jean-Paul-Preis: Alexander Kluge
- Jeanette Schocken Preis: Aris Fioretos, insbesondere für seinen Roman Mary
- Johann-Friedrich-von-Cotta-Literaturpreis der Landeshauptstadt Stuttgart: Weit über das Land von Peter Stamm
- Johann-Gottfried-Seume-Literaturpreis: Jan Decker für Der lange Schlummer
- Johann-Heinrich-Merck-Preis für literarische Kritik und Essay: Jens Bisky
- Johann-Heinrich-Voß-Preis für Übersetzung: Renate Schmidgall
- Joseph-Breitbach-Preis: Dea Loher
- Julius-Campe-Preis: Monika Grütters

K
- Kasseler Literaturpreis für grotesken Humor: Karen Duve (Hauptpreis); Ferdinand Schmalz (Förderpreis)
- Katholischer Kinder- und Jugendbuchpreis: Gips oder Wie ich an einem einzigen Tag die Welt reparierte von Anna Woltz (Text) und Andrea Kluitmann (Übersetzung)
- Kinderbuchpreis des Landes Nordrhein-Westfalen: Super-Bruno von Håkon Øvreås (Autor) und Øyvind Torseter (Illustrator)
- Klaus-Michael Kühne-Preis: Ellbogen von Fatma Aydemir
- Kleist-Preis: Ralf Rothmann
- Klopstock-Preis für neue Literatur: Thomas Melle für Die Welt im Rücken (Hauptpreis)
- Kranichsteiner Literaturpreis: Nico Bleutge
- Kurt-Tucholsky-Preis für literarische Publizistik: Sönke Iwersen

L
- Lessing-Preis des Freistaates Sachsen: Kurt Drawert; Förderpreise: Thomas Freyer und Anna Kaleri
- Lieblingsbuch der Unabhängigen: Was man von hier aus sehen kann von Mariana Leky
- lit.Cologne-Debütantenpreis: Takis Würger für Der Club
- Literaturpreis der A und A Kulturstiftung: Jochen Winter für sein lyrisches und essayistisches Werk
- Literaturpreis der Jürgen Ponto-Stiftung: Sasha Marianna Salzmann für Außer sich
- Literaturpreis der Konrad-Adenauer-Stiftung: Michael Köhlmeier
- Literaturpreis der Landeshauptstadt Hannover: Juan S. Guse für Lärm und Wälder
- Literaturpreis der Landeshauptstadt München: Mirjam Pressler
- Literaturpreis Mecklenburg-Vorpommern: Berit Glanz (Hauptpreis und 1. Publikumspreis)
- Literaturpreis Ruhr: Lütfiye Güzel; Förderpreise: Doris Konradi und Sascha Pranschke
- Literaturpreis „Text & Sprache“ des Kulturkreises der deutschen Wirtschaft: Ulrike Almut Sandig
- Luchs des Jahres: Tanz der Tiefseequalle von Stefanie Höfler
- Ludwig-Börne-Preis: Rüdiger Safranski

M
- Mainzer Stadtschreiber: Abbas Khider
- Mara-Cassens-Preis: Außer sich von Sasha Marianna Salzmann
- Marie Luise Kaschnitz-Preis: Michael Köhlmeier
- Marieluise-Fleißer-Preis: Christoph Ransmayr
- Melusine-Huss-Preis: Assoziation A für Über Grenzen. Vom Untergrund in die Favela von Lutz Taufer
- Mülheimer Dramatikerpreis: Anne Lepper für Mädchen in Not

N
- NDR Kultur Sachbuchpreis: Albert Speer. Eine deutsche Karriere von Magnus Brechtken
- Nicolas-Born-Preis: Franzobel (Hauptpreis); Julia Wolf (Debütpreis)
- Nordstemmer Zuckerrübe: Füchse lügen nicht von Ulrich Hub

O
- Oldenburger Kinder- und Jugendbuchpreis: Dazwischen: Ich von Julya Rabinowich
- Osnabrücker Dramatikerpreis: Mario Wurmitzer mit Nähe

P
- Paul-Celan-Preis: Christiane Körner
- Peter-Huchel-Preis für Lyrik: Das Eine von Orsolya Kalász
- Peter-Weiss-Preis: Milo Rau
- Preis der Leipziger Buchmesse:
  - Belletristik: Sie kam aus Mariupol von Natascha Wodin
  - Sachbuch/Essayistik: Maria Theresia. Die Kaiserin in ihrer Zeit von Barbara Stollberg-Rilinger
  - Übersetzung: Die Reise in den Westen in der Übertragung aus dem Chinesischen von Eva Lüdi Kong
- Preis der LiteraTour Nord: Tilman Rammstedt für Morgen mehr

R
- Reiner-Kunze-Preis: Petro Rychlo
- Rheingau Literatur Preis: Ingo Schulze für Peter Holtz. Sein glückliches Leben erzählt von ihm selbst
- Robert-Gernhardt-Preis:
  - Daniela Dröscher für ihr Romanprojekt Alle, die mich kennen
  - Maike Wetzel für ihr Romanprojekt Elly
- Rolf-Dieter-Brinkmann-Stipendium: Yannic Han Biao Federer
- Roswitha-Preis: Petra Morsbach

S
- Saarländischer Kinder- und Jugendbuchpreis: Morlo – Voll auf Steinzeit! von Jens Schumacher
- Schubart-Literaturpreis: Saša Stanišić (Hauptpreis); Isabelle Lehn (Förderpreis)
- Schwäbischer Literaturpreis (Auswahl):
  - 1. Preis: Eleonora Hummel
- Seraph (Bester phantastischer Roman): Die silberne Königin von Katharina Seck
- Silberne Feder: Gips oder Wie ich an einem einzigen Tag die Welt reparierte von Anna Woltz (Text) und Andrea Kluitmann (Übersetzung)
- Stadtschreiber von Bergen 2017/2018: Thomas Melle
- Stadtschreiber von Halle (Saale): Anna Kuschnarowa
- Stefan-Andres-Preis: Gila Lustiger
- Straelener Übersetzerpreis: Frank Heibert und Hinrich Schmidt-Henkel; Förderpreis: Thomas Weiler

T
- Thaddäus-Troll-Preis: Manuela Fuelle für Luftbad Oberspree
- Thomas-Mann-Preis: Brigitte Kronauer
- Thüringer Literaturpreis: Lutz Seiler
- Thüringer Literaturstipendium: Ron Winkler
- Tukan-Preis: Kraft von Jonas Lüscher

U
- Ulmer Unke:
  - Altersgruppe 10 bis 12 Jahre: Penelop und der funkenrote Zauber von Valija Zinck
  - Altersgruppe „13+“: Elanus von Ursula Poznanski
- Ungewöhnlichster Buchtitel des Jahres: Als die Omma den Huren noch Taubensuppe kochte von Anna Basener
- Uwe-Johnson-Förderpreis: Shida Bazyar für Nachts ist es leise in Teheran

V
- Ver.di-Literaturpreis Berlin-Brandenburg: Machandel von Regina Scheer

W
- Walter-Kempowski-Literaturpreis (Auswahl): Freier Fall von Juliane Pickel
- Werner-Bergengruen-Preis: Zsuzsanna Gahse
- Wilhelm-Busch-Preis: Ralf König
- Wilhelm-Raabe-Literaturpreis: Petra Morsbach für Justizpalast
- Wissensbücher des Jahres (Auswahl):
  - Das Gen von Siddhartha Mukherjee
  - Das Buch vom Meer von Morten A. Strøksnes
  - Homo Deus. Eine Geschichte von Morgen von Yuval Noah Harari
  - Das Geheimnis der Quantenwelt von Thibault Damour (Autor) und Mathieu Burniat (Illustr.)
  - Symbiosen. Das erstaunliche Miteinander in der Natur von Josef H. Reichholf (Autor) und Johann Brandstetter (Illustr.)
- Wolfgang-Weyrauch-Förderpreis: Jan Skudlarek und Christoph Szalay
- Würth-Literaturpreis: Stefan Petermann für den Text Trockenschwimmen (1. Preis)

### Internationale Literaturpreise
A
- Adam-Mickiewicz-Preis: Tadeusz Sławek für U-chodzić
- Alan Paton Award: Greg Marinovich für Murder at Small Koppie: The Real Story of the Marikana Massacre
- Aleksis-Kivi-Preis: Eeva Kilpi
- Alemannischer Literaturpreis: Arno Geiger
- American Book Awards (Auswahl): Homegoing von Yaa Gyasi; Look von Solmaz Sharif
- Andrew Carnegie Medals for Excellence in Fiction and Nonfiction:
  - Fiction: The Underground Railroad von Colson Whitehead
  - Nonfiction: Evicted: Poverty and Profit in the American City von Matthew Desmond
- Andrić-Preis: Vladimir Kecmanović für Ratne igre
- Aniara-Preis: Johannes Anyuru
- Anisfield-Wolf Book Award:
  - Fiction: The Fortunes von Peter Ho Davies und The Association of Small Bombs von Karan Mahajan
  - Nonfiction: Hidden Figures von Margot Lee Shetterly
  - Poetry: Olio von Tyehimba Jess
  - Lebenswerk: Isabel Allende
- Anna Seghers-Preis: Maren Kames
- Anthony Awards (Auswahl):
  - Bester Roman: A Great Reckoning von Louise Penny
  - Beste Kurzgeschichte: Oxford Girl von Megan Abbott
- Anton-Wildgans-Preis: Robert Seethaler
- Arthur C. Clarke Award: The Underground Railroad von Colson Whitehead
- Aschehoug-Literaturpreis: Øyvind Rimbereid
- Astrid-Lindgren-Gedächtnis-Preis: Wolf Erlbruch
- Astrid-Lindgren-Preis (Schweden): Jenny Jägerfeld
- August-Preis für Belletristik: De kommer att drunkna i sina mödrars tårar von Johannes Anyuru

B
- Bad Sex in Fiction Award: Christopher Bollen für The Destroyers
- Baileys Women’s Prize for Fiction: Naomi Alderman für The Power
- Baillie Gifford Prize for Non-Fiction: How to Survive a Plague von David France
- Barry Awards (Auswahl):
  - Bester Roman: A Great Reckoning von Louise Penny
  - Bester Taschenbuchroman: Rain Dogs von Adrian McKinty
  - Bester Thriller: Guilty Minds von Joseph Finder
- Barry Ronge Fiction Prize: Zakes Mda für Little Suns
- Basler Lyrikpreis: Walle Sayer
- Beatrice-Preis: Kristian Bang Foss
- Bellman-Preis: Lennart Sjögren
- BMF-Plakette (Erwachsenenliteratur): Den svavelgula himlen von Kjell Westö
- Bollinger Everyman Wodehouse Prize: Bridget Jones’s Baby: The Diaries von Helen Fielding
- Brageprisen (Auswahl):
  - Kinder- und Jugendbücher: Maria Parr für Keeperen og havet
  - Poesie: Cecilie Løveid für Vandreutstillinger
- Breslauer Lyrikpreis Silesius:
  - Gesamtwerk: Andrzej Sosnowski
  - Buch des Jahres: Włos Bregueta von Jacek Podsiadło
  - Debüt des Jahres: Pamięć zewnętrzna von Radosław Jurczak
- Bruno-Kreisky-Preis für das politische Buch (Auswahl):
  - Hauptpreis: Arundhati Roy für Das Ministerium des äußersten Glücks
  - Sonderpreis: Juli Zeh für ihr bisheriges publizistisches Werk
  - Sonderpreis: Hans-Henning Scharsach für Stille Machtergreifung. Hofer, Strache und die Burschenschaften
  - Sonderpreis: Herbert Lackner für Die Flucht der Dichter und Denker: Wie Europas Künstler und Wissenschaftler den Nazis entkamen
- Buchpreis der Salzburger Wirtschaft: Teresa Präauer
- Buxtehuder Bulle: Der Junge auf dem Berg von John Boyne

C
- Carnegie Medal: Salt to the Sea von Ruta Sepetys
- CBI Book of the Year Award (auch Honour Award for Illustration) für Goodnight Everyone von Chris Haughton
- Cervantespreis: Sergio Ramírez
- Charlotte-Köhler-Preis: Alfred Schaffer für Mens Dier Ding
- Charlotte Köhler Stipendium: Enne Koens für Ik ben Vincent en ik ben niet bang
- Christine Lavant Preis: Bodo Hell
- Compton Crook Award: Too Like The Lightning von Ada Palmer
- Conrad-Ferdinand-Meyer-Preis (Auswahl): Urs Mannhart
- Cordwainer Smith Rediscovery Award: Seabury Quinn
- Costa Book Awards:
  - Roman: Reservoir 13 von Jon McGregor
  - Erster Roman: Eleanor Oliphant is Completely Fine von Gail Honeyman
  - Kinderbuch: The Explorer von Katherine Rundell
  - Lyrik: Inside the Wave von Helen Dunmore (postum) – auch Costa Book of the Year
  - Biografie: In the Days of Rain von Rebecca Stott
- Critics’ Circle Theatre Award/Bestes neues Theaterstück: The Ferryman von Jez Butterworth

D
- Damon Knight Memorial Grand Master Award: Jane Yolen
- David Cohen Prize: Tom Stoppard
- Dayton Literary Peace Prize (Auswahl):
  - Fiction Runner-up: Homegoing von Yaa Gyasi
  - Nonfiction Runner-up: City of Thorns: Nine Lives in the World’s Largest Refugee Camp von Ben Rawlence
  - Holbrooke Award for Lifetime Achievement: Colm Tóibín
- De Inktaap: Jij zegt het von Connie Palmen
- Deutsch-Italienischer Übersetzerpreis (Auswahl):
  - Beste Übersetzung: Edition Giorgio Vasari (45 Bd.) an Victoria Lorini
  - Lebenswerk: Reimar Klein
- Dingle Prize: The Invention of Nature von Andrea Wulf
- Dobloug-Preis:
  - Schwedische Preisträger: Theodor Kallifatides und Ulf Lundell
  - Norwegische Preisträger: Steinar Opstad und Linn Ullmann
- Drachmannlegatet: Ib Michael
- Duff Cooper Prize: Red Famine: Stalin’s War on Ukraine von Anne Applebaum

E
- Edgar Allan Poe Award (Auswahl):
  - Bester Roman: Before the Fall von Noah Hawley
  - Bester Debütroman: Under the Harrow von Flynn Berry
  - Bestes Paperback-Original: Rain Dogs von Adrian McKinty
  - Beste Kritik oder Biografie: Shirley Jackson: A Rather Haunted Life von Ruth Franklin
  - Beste Kurzgeschichte: Autumn at the Automat von Lawrence Block
  - Bestes Sachbuch: The Wicked Boy: The Mystery of a Victorian Child Murderer von Kate Summerscale
  - Lebenswerk – Grand Master Award: Max Allan Collins und Ellen Hart
- Einhard-Preis: Albrecht Schöne für Der Briefschreiber Goethe
- Eisner Award (Auswahl):
  - Beste Fortsetzungsgeschichte: Saga von Brian K. Vaughan (Text) und Fiona Staples (Zeichnungen)
  - Beste Publikation für Jugendliche: The Unbeatable Squirrel Girl von Ryan North (Text) und Erica Henderson (Zeichnungen)
- Encore Award: The North Water von Ian McGuire
- Endeavour Award: Dreams of Distant Shores von Patricia A. McKillip und Lovecraft Country von Matt Ruff
- Erich-Fried-Preis: Teresa Präauer
- Erlanger Literaturpreis für Poesie als Übersetzung: Dagmara Kraus für ihr lyrisches und übersetzerisches Werk
- Ernst-Jandl-Preis für Lyrik: Monika Rinck

F
- Fabjan-Hafner-Preis: Štefan Vevar für die Übersetzung von W. G. Sebalds Die Ringe des Saturn ins Slowenische
- FIL-Preis: Emmanuel Carrère
- Finlandia-Preis: Niemi (dt.: Die Halbinsel) von Juha Hurme
- Forward Poetry Prize (Auswahl):
  - Best Collection: On Balance von Sinéad Morrissey
  - Best First Collection: Night Sky with Exit Wounds von Ocean Vuong
- Franz-Hessel-Preis: Fatma Aydemir für Ellbogen und Michel Jullien für Denise au Ventoux
- Franz-Kafka-Literaturpreis: Margaret Atwood
- Franz-Theodor-Csokor-Preis: Ilse Tielsch
- Franz-Tumler-Literaturpreis: Julia Weber für Immer ist alles schön; Publikumspreis: Stephan Lohse für Ein fauler Gott
- Frau Ava Literaturpreis: Mein weißer Fuchs und Unsterblich (Erzählungen) von Katharina Bendixen
- Friedrich-Nietzsche-Preis: Wolfram Groddeck
- Frost Medal: Susan Howe

G
- Geoffrey Faber Memorial Prize: First Love von Gwendoline Riley
- Georg-Trakl-Preis für Lyrik: Oswald Egger
- Gert-Jonke-Preis: Paul Nizon
- Geschwister-Scholl-Preis: Die Rückkehr. Auf der Suche nach meinem verlorenen Vater von Hisham Matar
- Goethepreis der Stadt Frankfurt am Main: Ariane Mnouchkine
- Goldsmiths Prize: H(a)ppy von Nicola Barker
- Governor General’s Award for Fiction:
  - Englischsprachig: We’ll All Be Burnt in Our Beds Some Night von Joel Thomas Hynes
  - Französischsprachig: Le poids de la neige von Christian Guay-Poliquin
- Grand Prix de l’Imaginaire (Auswahl):
  - Französischsprachiger Roman: Romain Lucazeau, Latium (Band 1 und 2)
  - Fremdsprachiger Roman: Ahmed Saadawi, Frankenstein à Bagdad
  - Fremdsprachige Erzählung: Kij Johnson, Un Pont sur la brume
- Griffin Poetry Prize (Auswahl):
  - International: Falling Awake von Alice Oswald
  - Lebenswerk: Frank Bidart
- Großer Preis des Samfundet De Nio: Agneta Pleijel

H
- Hawthornden-Preis: Mothering Sunday (dt.: Ein Festtag) von Graham Swift
- Heddaprisen (Auswahl):
  - Bester Bühnentext: Arne Lygre für La deg være
- Hemingway Foundation PEN Award: Homegoing von Yaa Gyasi
- Herman-de-Coninck-Preis (Auswahl): Peter Verhelst (Bester Gedichtband und Bestes Gedicht)
- Hertzogprys (Dichtung): Mede-wete von Antjie Krog
- Hohenemser Literaturpreis: Geschichte ohne Papier von Selim Özdoğan
- Hugo Award (Auswahl):
  - Bester Roman: The Obelisk Gate von N. K. Jemisin
  - Beste Erzählung: The Tomato Thief von Ursula Vernon

I
- Ingeborg-Bachmann-Preis: mein lieblingstier heißt winter von Ferdinand Schmalz
  - Deutschlandfunk-Preis: Madrigal von John Wray
- International DUBLIN Literary Award: A General Theory of Oblivion von José Eduardo Agualusa
- International Prize for Arabic Fiction: A Small Death von Mohammed Hasan Alwan
- Internationaler Literaturpreis – Haus der Kulturen der Welt: Tram 83 von Fiston Mwanza Mujila in der Übersetzung von Katharina Meyer und Lena Müller
- Internationaler Stefan-Heym-Preis: Joanna Bator
- Irish Book Awards (Auswahl):
  - Roman des Jahres: Midwinter Break von Bernard MacLaverty
  - Buch des Jahres (Fiction): The Break von Marian Keyes
  - Buch des Jahres (Non-Fiction): Wounds: A Memoir of War & Love von Fergal Keane
  - Buch des Jahres (public vote): Atlas of the Irish Revolution
  - International Recognition Award: David Walliams
  - Lebenswerk: Eavan Boland

J
- James Krüss Preis für internationale Kinder- und Jugendliteratur: Andreas Steinhöfel
- James Tait Black Memorial Prize:
  - Erzählende Literatur: The Lesser Bohemians von Eimear McBride
  - Biografie: The Vanishing Man von Laura Cumming
  - Drama: Cyprus Avenue von David Ireland[57]
- Jerusalem-Preis: Karl Ove Knausgård

K
- Kazimierz-Wyka-Preis: Ryszard Koziołek
- Kerry Group Irish Fiction Award: Kit de Waal für My Name is Leon
- Kresnik-Preis: Figa von Goran Vojnović
- Kreutzwald-Erinnerungsmedaille: Cornelius Hasselblatt
- Kritikerprisen (Dänemark): Doktor Bagges anagrammer von Ida Jessen
- Kritikerprisen (Norwegen) (Bestes Buch): Vandreutstillinger von Cecilie Løveid

L
- Lambda Literary Awards (Auswahl):
  - Kategorie „Gay Fiction“: The Angel of History von Rabih Alameddine
  - Kategorie „Bisexual Nonfiction“: Black Dove: Mama, Mi’jo, and Me von Ana Castillo
  - Kategorie „LGBT Nonfiction“: How to Survive a Plague: The Inside Story of How Citizens and Science Tamed AIDS von David France
- Leipziger Buchpreis zur Europäischen Verständigung: Mathias Énard für Kompass
- Leo-Perutz-Preis: Der zweite Reiter von Alex Beer
- LiBeraturpreis: Fariba Vafi für Tarlan
- Lieutenant Governor’s Award for Literary Excellence: Douglas Coupland
- Literaturpreis Alpha: Marie Luise Lehner für Fliegenpilze aus Kork
- Literaturpreis der Europäischen Union (Auswahl):[58] 
  - Tschechien: Jezero von Bianca Bellová
  - Vereinigtes Königreich: The Year of the Runaways von Sunjeev Sahota
- Literaturpreis der Stadt Wien: Lida Winiewicz
- Literaturpreis des Nordischen Rates: Kirsten Thorup für Erindring om kærligheden
- Literaturpreis Gdynia (Auswahl):
  - Prosa: Pieczeń dla Amfy von Salcia Hałas
  - Dichtung: Schrony von Michał Sobol
- Los Angeles Times Book Prizes (Auswahl):
  - Fiction: Exit West von Mohsin Hamid
  - Mystery/Thriller: A Book of American Martyrs von Joyce Carol Oates
  - Young adult literature: Long Way Down von Jason Reynolds
  - Science and Technology: Behave: The Biology of Humans at Our Best and Worst von Robert Sapolsky

M
- Macavity Award – Bester Roman: A Great Reckoning von Louise Penny
- Magnesia Litera (Auswahl):
  - Buch des Jahres: Jezero von Bianca Bellová
  - Prosa: Únava materiálu von Marek Šindelka
  - Poesie: Světlo v ráně von Milan Ohnisko
  - Litera za publicistiku: Brnox von Kateřina Šedá
- Man Booker International Prize: A Horse Walks Into a Bar (dt. Kommt ein Pferd in die Bar) von David Grossman (Autor) und Jessica Cohen (Übersetzerin)
- Man Booker Prize for Fiction: Lincoln in the Bardo (dt. Lincoln im Bardo) von George Saunders
- Manès-Sperber-Preis: Ágnes Heller
- Matt-Cohen-Preis: Diane Schoemperlen
- Murasaki-Shikibu-Literaturpreis: Kikuko Tsumura für Fuyūrei burajiru

N
- NAACP Image Awards (Auswahl):
  - Outstanding Literary Work (Nonfiction): Hidden Figures von Margot Lee Shetterly
  - Outstanding Literary Work (Poetry): Collected Poems: 1974–2004 von Rita Dove
- Nadal-Literaturpreis: Care Santos für Media vida
- National Book Awards:
  - Prosa: Jesmyn Ward mit Sing, Unburied, Sing
  - Sachbuch: Masha Gessen mit The Future Is History: How Totalitarianism Reclaimed Russia
  - Lyrik: Frank Bidart mit Half-light: Collected Poems 1965–2016
  - Jugendbuch: Robin Benway mit Far from the Tree
  - Literarisches Lebenswerk: Annie Proulx
  - Besondere Verdienste (Lebenswerk): Richard Robinson (Präsident und CEO des Verlags Scholastic)
- National Book Critics Circle Awards (Auswahl):
  - Roman: Improvement von Joan Silber
  - Sachbuch: The Evangelicals: The Struggle to Shape America von Frances FitzGerald
  - Lebenswerk: John McPhee
- Nelly-Sachs-Preis: Bachtyar Ali
- Newman Prize for Chinese Literature: Wang Anyi für Reality and Fiction
- Nike: Żeby nie było śladów. Sprawa Grzegorza Przemyka von Cezary Łazarewicz
- Nobelpreis für Literatur: Kazuo Ishiguro
- Nordischer Preis der Schwedischen Akademie: Dag Solstad
- Norrlands Literaturpreis für Kinder- und Jugendliteratur: Tio över ett von Ann-Helén Laestadius

O
- OCM Bocas Preis für karibische Literatur (Auswahl):
  - Kategorie “Fiction”: Augustown von Kei Miller (Hauptpreis)
  - Kategorie “Non-Fiction”: Virtual Glimpses into the Past von Angelo Bissessarsingh (postum)
- ORF Hörspielpreise (Auswahl):
  - Hörspiel des Jahres: Oper! von Friederike Mayröcker; Regie: Otto Brusatti
- Orwell Award: Richard Sobel für Citizenship as Foundation of Rights: Meaning for America
- Orwell Prize, Kategorie „Buch“: Citizen Clem von John Bew
- Österreichischer Buchpreis:
  - Hauptpreis: Tiere für Fortgeschrittene von Eva Menasse
  - Debütpreis: Sechzehn Wörter von Nava Ebrahimi
- Österreichischer Kinder- und Jugendbuchpreis (Auswahl): Dazwischen: Ich von Julya Rabinowich
- Österreichischer Krimipreis: Thomas Raab
- Österreichischer Kunstpreis für Literatur: Wolf Haas
- Österreichischer Staatspreis für Europäische Literatur: Karl Ove Knausgård
- Österreichischer Staatspreis für literarische Übersetzung (... ins Deutsche): Brigitte Große
- Österreichischer Staatspreis für Literaturkritik: Evelyne Polt-Heinzl
- Outstanding Artist Award für Literatur: Anna Weidenholzer

P
- Park-Kyung-ni-Literaturpreis: A. S. Byatt
- Paszport Polityki (Auswahl):
  - Literatur: Marcin Wicha für Rzeczy, których nie wyrzuciłem
  - Theater: Michał Borczuch
- PEN/Faulkner Award: Imbolo Mbue für Behold the Dreamers
- PEN Pinter Prize: Michael Longley
  - International Writer of Courage Award: Mahvash Sabet
- Per-Olov-Enquist-Preis: Johannes Anyuru
- Phoenix Award: Wish Me Luck von James Heneghan
- Preis der Norwegischen Akademie: Liv Køltzow
- Preis der Stadt Münster für Internationale Poesie: Diese unerklärliche Stille von Jon Fosse (Lyriker) und Hinrich Schmidt-Henkel (Übersetzer)
- Premi Sant Jordi de novel·la: Jo sóc aquell que va matar Franco von Joan-Lluís Lluís
- Premio Alfaguara de Novela: Rendición von Ray Loriga
- Prémio Camões: Manuel Alegre
- Premio Campiello: L’Arminuta von Donatella Di Pietrantonio
- Premio Gregor von Rezzori (Bestes ausländisches Werk): Bussola (dt.: Kompass) von Mathias Énard
- Premio Iberoamericano de Narrativa Manuel Rojas: Hebe Uhart
- Prêmio Jabuti – Kategorie „Livro Brasileiro Publicado no Exterior“: Um copo de cólera von Raduan Nassar
- Prémio José Saramago: Julián Fuks für A Resistência
- Prémio LeYa: Os Loucos da Rua Mazur von João Pinto Coelho
- Prêmio Machado de Assis: João José Reis
- Premio Malaparte: Han Kang
- Premio Mondello (Premio Autore Straniero): Cees Nooteboom
- Premio Planeta: El fuego invisible von Javier Sierra
- Premio Strega: Le otto montagne von Paolo Cognetti
- Premiu Nacional de Lliteratura Asturiana: Xuan Bello
- Preis der Prešeren-Stiftung: Mojca Kumerdej für den Roman Kronosova žetev
- Prinzessin-von-Asturien-Preis für Literatur: Adam Zagajewski
- Pritzker Literature Award for Lifetime Achievement in Military Writing: Peter Paret
- Prix Décembre: Le Dossier M von Grégoire Bouillier
- Prix des Deux Magots: L’Autre Joseph von Kéthévane Davrichewy
- Prix du livre européen:
  - Kategorie Essay: Si la démocratie fait faillite von Raffaele Simone
  - Kategorie Roman: Zinc von David Van Reybrouck
- Prix du Livre Inter: Règne animal von Jean-Baptiste Del Amo
- Prix du Meilleur livre étranger:
  - Essay: Retour à Lemberg von Philippe Sands
  - Roman: Le Sympathisant von Viet Thanh Nguyen
- Prix du polar européen: La Daronne von Hannelore Cayre
- Prix Femina: La Serpe von Philippe Jaenada
- Prix Femina Essai: Mes pas vont ailleurs von Jean-Luc Coatalem
- Prix Femina Étranger: Ecrire pour sauver une vie, le dossier Louis Till von John Edgar Wideman
- Prix Goncourt (Debütroman): Marx et la poupée von Maryam Madjidi
- Prix Goncourt (Kurzgeschichte): Retourner à la mer von Raphaël Haroche
- Prix Goncourt (Roman): L’ordre du jour von Éric Vuillard
- Prix Goncourt des lycéens: L’Art de perdre von Alice Zeniter
- Prix Imaginales (Auswahl):
  - Beste Novelle: Le Clin d’œil du héron von Jean-Claude Dunyach
  - Spezialpreis der Jury: Thomas Alan Shippey für J. R. R. Tolkien, auteur du siècle
- Prix Mallarmé: Philippe Mathy, Veilleur d’instants
- Prix Médicis: Tiens ferme ta couronne von Yannick Haenel
- Prix Médicis essai: Celui qui va vers elle ne revient pas von Shulem Deen
- Prix Médicis étranger: Les huit montagnes von Paolo Cognetti
- Prix Méditerranée: Metin Arditi für L’Enfant qui mesurait le monde
- Prix mondial Cino Del Duca: Benedetta Craveri
- Prix Mystère de la critique:
  - National: Rien ne se perd von Cloé Mehdi
  - International: Cartel von Don Winslow
- Prix Renaudot: La disparition de Josef Mengele von Olivier Guez
- Prix Rosny aîné:
  - Bester Roman: Métaquine® von François Rouiller
  - Beste Novelle: Les Anges tièdes von Estelle Faye
  - „Prix Cyrano“ für das Lebenswerk: Joëlle Wintrebert
- Prix Saint-Simon: Je me voyage. Mémoires von Julia Kristeva
- Prix Servais: Larven von Nora Wagener
- Prometheus Award (Auswahl):
  - Bester Roman: The Core of the Sun von Johanna Sinisalo
  - Hall of Fame Award: Coventry von Robert A. Heinlein
- Pulitzer-Preise:
  - Belletristik: The Underground Railroad von Colson Whitehead
  - Drama: Sweat von Lynn Nottage
  - Dichtung: Olio von Tyehimba Jess
  - Biographie / Autobiographie: The Return: Fathers, Sons and the Land in Between von Hisham Matar
  - Geschichte: Blood in the Water: The Attica Prison Uprising of 1971 and Its Legacy von Heather Ann Thompson
  - Sachbuch: Evicted: Poverty and Profit in the American City von Matthew Desmond
  - Kritik: Hilton Als (The New Yorker)

Q
- Queen’s Gold Medal for Poetry: Paul Muldoon

R
- Rauriser Förderungspreis: Mercedes Spannagel für den Text Wie es klingt, wenn es quietscht
- Rauriser Literaturpreis: Vor der Zunahme der Zeichen von Senthuran Varatharajah
- Regina Medal: David A. Adler
- Reinhard-Priessnitz-Preis: Hanno Millesi
- Riksmålsforbundets litteraturpris:
  - Jährlicher Preis: Ingvild Burkey für Et underlig redskap
  - Ehrenpreis: Frid Ingulstad
- Riverton-Preis (Bestes kriminalliterarisches Werk): Ulvefellen von Aslak Nore
- Robert A. Heinlein Award: Robert J. Sawyer
- Rogers Writers’ Trust Fiction Prize: David Chariandy für Brother
- Romanpreis der P2-Zuhörer: Penelope er syk von Ole Robert Sunde
- Romanpreis des Schwedischen Radios: Den skeva platsen von Caterina Pascual Söderbaum (postum)
- Runciman Award (Auswahl): Benefaction and Rewards in the Ancient Greek City von Marc Domingo Gygax

S
- Samuel-Bogumil-Linde-Preis: Magdalena Tulli und Juli Zeh
- Samuel Eliot Morison Prize: John A. Lynn
- Schweizer Buchpreis: Kraft von Jonas Lüscher
- Schweizer Kinder- und Jugendmedienpreis: Rigo und Rosa von Lorenz Pauli (Autor) und Kathrin Schärer (Illustr.)
- Schweizer Literaturpreise (Auswahl):
  - Inventaire des lieux von Laurence Boissier
  - Dr Chlaueputzer trinkt nume Orangschina von Ernst Burren
  - Wilhelm Tell in Manila von Annette Hug
  - Louis Soutter, probablement von Michel Layaz
  - Allegra von Philippe Rahmy
  - Hihi – Mein argentinischer Vater von Dieter Zwicky
  - „Schweizer Grand Prix Literatur“: Pascale Kramer; Spezialpreis Vermittlung: Charles Linsmayer
- Schweizerische Schillerstiftung (Auswahl):
  - Preis „Terra nova“ für Ultim’ura da la not / Letzte Stunde der Nacht von Gianna Olinda Cadonau
- Selma-Lagerlöf-Preis: Lars Norén
- Skylark Award: Jo Walton
- Solothurner Literaturpreis: Terézia Mora
- Søren-Gyldendal-Preis: Kirsten Hammann
- Spycher: Literaturpreis Leuk: Stefan Hertmans
- Stonewall Book Awards (Auswahl):
  - Kategorie „Children’s“: Magnus Chase and the Gods of Asgard: The Hammer of Thor von Rick Riordan
  - Kategorie „Non-fiction“: How to Survive a Plague: The inside story of how citizens and science tamed AIDS von David France

T
- T. S. Eliot Prize der Poetry Book Society: Night Sky with Exit Wounds von Ocean Vuong
- Theodor-Kramer-Preis: Nahid Bagheri-Goldschmied und Renate Welsh
- Thurber Prize for American Humor: Trevor Noah für Born a Crime: Stories from a South African Childhood (dt.: Farbenblind)
- Tschechischer Staatspreis für Literatur: Citlivý člověk von Jáchym Topol
- Tucholsky-Preis (Schweden): Yassin al-Haj Saleh

U
- Usedomer Literaturpreis: Joanna Bator

V
- Veronika-Preis: Vrata nepovrata von Boris A. Novak
- Veza-Canetti-Preis der Stadt Wien: Lydia Mischkulnig
- Victorian Premier’s Literary Awards (Auswahl):
  - „Prize for Drama“ und „Victorian Prize for Literature“ (Hauptpreis): The Drover’s Wife von Leah Purcell

W
- Walter Scott Prize: Days Without End von Sebastian Barry
- Weekendavisens litteraturpris: Har døden taget noget fra dig så giv det tilbage von Naja Marie Aidt
- Welti-Preis für das Drama: Andri Beyeler
- Windham–Campbell Literature Prize (Auswahl):
  - Drama: Marina Carr
  - Fiction: Erna Brodber
  - Poetry: Carolyn Forché
- Wingate Literary Prize:
  - Fiction: Ayelet Gundar-Goshen für Waking Lions (dt.: Löwen wecken)
  - Non-fiction: Philippe Sands für East West Street: On the Origins of “Genocide” and “Crimes Against Humanity”
- Wisława-Szymborska-Preis: W von Marcin Sendecki
- World Fantasy Award (Auswahl):
  - Roman: The Sudden Appearance of Hope von Claire North
  - Kurzroman: The Dream-Quest of Vellitt Boe von Kij Johnson
  - Lebenswerk: Terry Brooks und Marina Warner

Y
- Yi-Sang-Literaturpreis: Ku Hyo-sŏ

## Verwandte Preise und Ehrungen
- Abraham-Geiger-Preis: Amos Oz
- Abt Jerusalem-Preis: Jürgen Osterhammel
- Akademie-Preis der Bayerischen Akademie der Wissenschaften (Auswahl): Ernst-Peter Wieckenberg
- Albertus-Magnus-Professur: Georges Didi-Huberman
- Antiquaria-Preis: Friedrich Forssman
- Antonio-Feltrinelli-Preis:
  - National (Literatur; Auswahl): Patrizia Cavalli
  - International: Abraham B. Jehoshua
- Ausonius-Preis: Hans-Joachim Gehrke
- Balzan-Preis (Auswahl): Aleida Assmann und Jan Assmann
- Bayerischer Kunstförderpreis (Literatur; Auswahl): Paul-Henri Campbell für nach den narkosen; Mara-Daria Cojocaru für Anstelle einer Unterwerfung
- Bibliothek des Jahres: Universitätsbibliothek Leipzig
- Biermann-Ratjen-Medaille (Auswahl): Hans-Michael Bock; Jutta Heinrich; Christian Seeler
- Brüder-Grimm-Poetikprofessur: Juli Zeh
- BücherFrau des Jahres: Nina George
- Calwer Hermann-Hesse-Stipendium: Jan Peter Bremer; Hans-Christian Oeser
- Ćišinski-Förderpreis: Lubina Hajduk-Veljković
- Dan-David-Preis: Jamaica Kincaid; Abraham B. Jehoshua
- Deutscher Kinderhörspielpreis: Die Nanny-App von Angela Gerrits
- Deutscher Preis für Philosophie und Sozialethik: Rationalität. Eine Kartierung von Susanne Hahn
- Deutscher Sprachpreis: Rosemarie Tietze
- Deutscher Theaterpreis Der Faust für das Lebenswerk: Elfriede Jelinek
- Ehrenpreis des österreichischen Buchhandels für Toleranz in Denken und Handeln: Elif Shafak
- Erich-Maria-Remarque-Friedenspreis: Aslı Erdoğan (Hauptpreis)
- Europäischer Theaterpreis (Auswahl): Wole Soyinka (Spezialpreis)
- Förderpreis des Landes Nordrhein-Westfalen (Sparte Literatur): David Krause und Bastian Schneider
- Frank-Schirrmacher-Preis: Jonathan Franzen
- Friedenspreis des Deutschen Buchhandels: Margaret Atwood
- Friedrich-Gundolf-Preis: László Márton
- George Washington Book Prize: Valiant Ambition: George Washington, Benedict Arnold, and the Fate of the American Revolution von Nathaniel Philbrick
- Goethe-Medaille: Urvashi Butalia; Emily Nasrallah; Irina Scherbakowa
- Goethe-Plakette des Landes Hessen: Fritz Deppert
- Golo-Mann-Preis für Geschichtsschreibung: Martin Sabrow für Erich Honecker – Das Leben davor
- Gutenberg-Preis der Stadt Leipzig: Klaus Detjen
- Hannah-Arendt-Preis: Étienne Balibar
- Historikerpreis der Stadt Münster: David Nirenberg (Hauptpreis)
- Holberg-Preis: Onora O’Neill
- Johan-Skytte-Preis: Amartya Sen
- Johann-Tobias-Beck-Preis: Hanna Nouri Josua für Ibrahim, der Gottesfreund. Idee und Problem einer Abrahamischen Ökumene
- KAIROS-Preis: an die beiden Verlegerinnen des Berliner binooki Verlags
- Kulturpreis Baden-Württemberg: Annette Pehnt (Hauptpreis); Allmende – Zeitschrift für Literatur (Förderpreis)
- Kulturpreis der deutschen Freimaurer: Uwe Tellkamp
- Kulturpreis des Landes Oberösterreich, Kategorie Literatur: Evelyn Grill
- Kuno-Fischer-Preis: Die 25 Jahre der Philosophie von Eckart Förster
- Kurt-Wolff-Preis: Schöffling & Co.; Förderpreis: Guggolz Verlag
- Laurence Olivier Award in neun Kategorien:[59] Harry Potter and the Cursed Child
- Lehrer-Welsch-Sprachpreis: Gerhard Uhlenbruck
- Leibniz-Preis (Auswahl): Beatrice Gründler; Anne Storch
- Lessing-Preis der Freien und Hansestadt Hamburg: Juliane Rebentisch (Hauptpreis), Nino Haratischwili (Stipendium)
- Lew-Kopelew-Preis: Lew Gudkow und Can Dündar
- Ludwig-Mülheims-Theaterpreis: Nuran David Calis
- Luise-Büchner-Preis für Publizistik: Barbara Beuys
- MacArthur Fellowship (Auswahl): Annie Baker; Viet Thanh Nguyen; Jesmyn Ward
- Max-Herrmann-Preis: Klaus Wagenbach
- Medaille Pro Finlandia (Auswahl): Juha Hurme
- Michael-Althen-Preis: Lara Fritzsche für den Feuilleton-Essay Kulturschock
- Molson Prize: Lawrence Hill und Kent Roach
- Nationalpreis für Wissenschaften und Künste (Mexiko; Sparte „Sprache und Literatur“): Alberto Ruy-Sánchez
- Nestroy-Theaterpreis/Bestes Stück – Autorenpreis: Ayad Akhtar für Disgraced
- Niederösterreichischer Kulturpreis, Kategorie Literatur:
  - Würdigungspreis: Alfred Komarek
  - Anerkennungspreise: Richard Schuberth und Simone Seidl
- Österreichisches Ehrenkreuz für Wissenschaft und Kunst I. Klasse (Auswahl): Brigitte Mazohl; Alexander Potyka
- Österreichisches Ehrenzeichen für Wissenschaft und Kunst: Michel Houellebecq
- Preis der Literaturhäuser: Terézia Mora
- Preis der Stadt Wien für Geisteswissenschaften: Herlinde Pauer-Studer
- Preis der Stadt Wien für Volksbildung: Ilse Korotin
- Prix de l’Académie de Berlin: Étienne François
- Samuel-Fischer-Gastprofessur für Literatur im WS 2017/2018: Joshua Cohen
- Schillerpreis der Stadt Marbach am Neckar: Horst Bredekamp
- Die schönsten deutschen Bücher: Die Preisträger 2017
  - Das schönste deutsche Buch 2017: A. R. Penck – Rites de passage[60]
- Schwabinger Kunstpreis (Auswahl): Gunna Wendt
- Sigmund-Freud-Kulturpreis: Bernhard Waldenfels
- Sigmund-Freud-Preis für wissenschaftliche Prosa: Barbara Stollberg-Rilinger
- Staatspreis des Landes Nordrhein-Westfalen: Navid Kermani
- Tabori Förderpreis: Markus&Markus
- Taras-Schewtschenko-Preis (Auswahl): Iwan Malkowytsch
- Templeton-Preis: Alvin Plantinga
- Theater des Jahres: Volksbühne Berlin, Intendanz: Frank Castorf
- Theodor-Körner-Preis (Auswahl): Anna Baar; Bernd Schuchter
- Theodor-Wolff-Preis (Sonderpreis): Deniz Yücel
- Theologischer Preis der Salzburger Hochschulwochen: Eberhard Schockenhoff
- Tractatus-Preis: Wörterbuch der Unruhe von Ralf Konersmann
- Willy-Brandt-Preis (Auswahl): Ingrid Brekke
- Wissenschaftspreis der Aby-Warburg-Stiftung: Elisabeth Bronfen